# 핀란드 내전
핀란드 내전(핀란드어: Suomen sisällissota 수오멘 시샐리소타[*])은 핀란드 대공국이 러시아 제국에서 독립하며 신생 핀란드 주도권을 두고 벌어진 내전이다. 핀란드 내전은 제1차 세계 대전(동부 전선)으로 말미암아 발생한 민족적, 정치적, 사회적 혼란의 일부였다. 내전 주체는 핀란드 사회민주당이 이끄는 적군과 핀란드 원로원이 이끄는 백군이다. 적군을 지지하는 준군사조직 적위대는 산업 노동자와 전원 노동자로 이루어졌으며 핀란드 남부 주요 도시와 산업 중심지를 장악했다. 백군을 지지하는 준군사조직 백위대는 농민과 중상류 계급으로 이루어져 핀란드 중부와 북부 전원 지대를 장악했다.
1917년 러시아 치하에서 벗어나기 전까지 핀란드 사회는 빠른 인구 증가, 산업화, 비도시화 등 혼재해 있었고 광범한 노동운동이 발생하고 있었다. 핀란드 정치와 행정 체계는 민주화와 근대화에서 불안정한 단계에 있었지만, 사회경제적 환경과 민족문화적 인민 상태는 점차 개선되었다. 제1차 세계 대전으로 말미암아 러시아 제국이 붕괴하자 좌익 핀란드 노동운동계와 핀란드 보수진영 사이 긴장이 고조하기 시작했다. 핀란드는 1917년 12월 6일 독립을 선언했으나 국가 분열을 막지 못했고 내전으로 치달았다.
적군은 소비에트 러시아로부터 무기를 지원 받아 1918년 2월 총공세에 나섰으나 성공하지 못했다. 백군은 3월에 역공을 시작했고, 4월에 독일 제국 육군 병력이 백군에 증원되었다. 핀란드 내전에서 결정적 군사행동은 탐페레 전투, 비푸리 전투, 헬싱키 전투, 라흐티 전투가 있다. 앞 두 전투는 백군이 이겼고, 뒤 두 전투는 독일군이 이겨서 모두 반공주의 세력이 승리하였다. 적군과 백군 모두 테러리즘을 일삼았다. 또 포로수용소에서 질병과 기아로 많은 적군이 죽었다. 핀란드 내전 동안 총 39,000여 명 죽었으며, 그 가운데 핀란드인이 36,000여 명이었다. 당시 핀란드 총인구가 3,000,000명이었으므로 인구 1.2%가 죽었다는 의미다.
내전 종료 후 핀란드는 독일 제국 보호 속에서 러시아 영향력을 물리쳤다. 보수적인 핀란드 원로원은 핀란드 왕국을 세우려 했으나 서부전선에서 독일이 패배하며 이 계획은 무산되었다. 그 결과 핀란드는 민주공화국으로 독립했다. 핀란드 내전은 수년에 걸쳐 핀란드 국민을 분열시켰으며 핀란드 역사에서 가장 격렬한 사건 가운데 하나로 평가받는다. 이후 핀란드 사회는 중도정치와 종교문화를 통한 장기적인 사회적 타협, 그리고 1차대전 종전 후 경제적 부흥을 통해 재통합되었다.
1918년 핀란드 내전을 부르는 다른 명칭으로는 "자유 전쟁(the Freedom War)", "교우 전쟁(the Brethren War)", "핀란드 혁명(the Revolution)", "계급 전쟁(the Class War)", "적군의 난(the Red Rebellion)" 등 있다.

## 내전의 배경
핀란드 내전의 일차적 요인은 제1차 세계 대전이다. 전쟁의 압박을 견디지 못한 러시아 제국이 1917년 2월 혁명과 10월 혁명으로 붕괴했다. 제국의 붕괴는 동유럽 일대에 거대한 권력공백을 발생시켰고, 곧 그 권력을 차지하기 위한 투쟁들이 잇따랐다. 1809년 이후 러시아 제국의 일부였던 핀란드 대공국 역시 그 투쟁의 혼란 속으로 끌려들어갔다. 지정학적으로 중요성이 떨어지는 핀란드는 1918년 초까지만 해도 평화로운 측면전선으로 남아 있었다. 그러나 독일 제국과 러시아 제국 사이의 전쟁은 이 땅에 살던 핀인들에게 간접적 영향을 미쳤다. 19세기 말 이래로 대공국은 러시아 제국의 수도 페트로그라드의 성장을 위한 천연자원, 공산품, 식량과 노동력의 중요한 제공처였고, 1차대전은 그 역할을 더욱 강화시켰다. 전략적으로 볼 때 핀란드 영토는 에스토니아-핀란드 관문의 북쪽 부분이었고 핀란드만-나르바 지역-카렐리야 지협을 통해 페트로그라드로 드나들 수 있는 완충지대였다.
1차대전 당시 독일은 동유럽(특히 러시아)을 필수적 공산품과 천연자원을 얻을 수 있는 장소로 보았고, 이는 미래에도 마찬가지였다. 독일의 자원은 양면전쟁으로 인해 한계에 달하고 있었다. 독일은 러시아를 붕괴시키기 위해 볼셰비키, 사회주의혁명당(SR)을 비롯한 세력과 핀란드 국민주의자를 비롯한 분리주의 세력을 지원하는 전략을 취했다. 독일이 러시아의 반정부 세력들을 지원한 규모는 3천만 마르크에서 4천만 마르크 사이에 달했다. 핀란드 지역의 통제권을 손에 넣으면 독일 제국 육군은 러시아의 수도 페트로그라드와 광공업 천연자원이 풍부한 콜라반도에 도달할 수 있었다. 핀란드 자체도 대량의 광석 보유고를 소유하고 있었으며 임업이 잘 발달해 있었다.
1809년에서 1898년 사이 소위 "팍스 루시카(Pax Russica)" 시대에 핀인들의 주변부 권력은 점차 상승했고, 러시아 제국의 다른 지역과 비교했을 때 러시아와 핀란드의 관계는 매우 양호했다. 1850년대 크림 전쟁에서 패배한 러시아는 국가의 근대화에 박차를 가했다. 그 과정에서 핀란드 대공국 역시 50년 이상에 걸친 경제적, 산업적, 문화적, 교육적 변화가 있었고, 핀란드어의 지위가 상승했다. 이 모든 과정은 핀란드 국민주의와 문화적 단일성을 강화시켰고, 핀란드인들은 핀란드 지방정부에 대한 의무가 있다고 주장한 페노마니아 운동의 탄생은 핀란드 대공국이 점점 더 러시아 제국 내의 자치국에 가까워진다는 인식을 이끌어냈다.
1899년, 러시아 제국은 핀란드 대공국에 대한 군사적 행정적 통제권을 강화하기 위하여 핀인을 러시아인으로 흡수하는 러시아화 정책을 개시했다. 독일과 일본이 부상하는 한편 범슬라브주의는 강화되어 러시아의 군사적 전략적 상황은 악화되었다. “러시아 다민족 왕조연방”은 거대하고 불균일한 제국을 단일한 국민성을 가진 국민국가로 통합시키려고 했다. 핀인들은 러시아화 정책이 실시되던 기간을 “1899년–1905년 제1차 억압기”라고 부른다. 러시아로부터의 독립과 핀란드의 주권에 대한 계획이 처음 논의되기 시작한 것이 이 때이다. 권력투쟁의 과정에서 러시아에 대한 입장을 달리하는 여러 핀란드 정치집단들이 나타났다. 그 중 가장 과격한 집단은 노동계급 및 스웨덴어 사용 지식인들을 출신성분으로 하는 무정부주의자들로 이들은 테러 공격을 감행하며 러시아에 맞섰다. 1차대전이 일어나고 게르만주의가 부상함에 따라 스베코만 운동(스웨덴계)은 독일 제국과 비밀리에 공조했고, 1915년에서 1917년 사이에 핀란드 엽병대대 1,900명이 독일에서 군사훈련을 받았다.

### 정치적 배경
핀인들 사이에 정치적 긴장이 높아진 주요한 이유는 러시아 차르의 전제적 통치와 비민주적인 신분제도였다. 핀란드의 신분제는 러시아의 손아귀에 떨어지기 전 스웨덴 제국 치하였을 시절 만들어졌다. 이 신분제는 핀인들을 두 집단으로 나누었고, 두 집단은 경제적으로나 사회적으로나 정치적으로나 상이했다. 19세기 핀란드의 인구는 급속도로 불어났고(1810년 860,000 명에서 1917년 3,130,000 명으로), 산업노동자 및 전원노동자 계급과 재산이 적은 소작농 계급이 발생했다. 핀란드는 서유럽에 비해 산업혁명의 시작이 늦었지만 그 진행은 매우 빨랐다. 산업화는 국가적인 지원을 받았고, 산업화 과정에서 발생하는 사회적 문제들은 행정력을 동원해 약화시켰다. 산업 불황기가 오자 도시 노동자들 사이에서 사회경제적 문제가 첨예해졌다. 한편 19세기 말 이래로 농업이 능률 위주, 시장 위주로 변한 반면 서서히 발전하던 산업은 교외 지역의 빠른 인구증가를 충분히 활용하지 못함에 따라 전원지역 농민의 처지는 계속 악화되었다.
1809년부터 핀란드 현지는 러시아 차르와 분리된 자치적 권력을 누렸지만, 스칸디나비아-핀인(핀-우랄족)과 러시아-슬라브족 문화의 차이는 뚜렷했고 이는 사회적 상류층이 선도한 핀란드의 국민성 통합의 성격에 영향을 미쳤다. 엘리트와 지식인들은 자치적인 핀란드 국가를 점진적으로 건설하려 계획했다. 페노만 운동은 비정치적 역할에 머무르고 있는 평민들을 포섭하기를 목적했는데 이는 사회문제로 인한 불온을 완화시키기 위함이었다. 이렇듯 핀란드의 노동운동, 청년운동, 금주운동 등은 “위에서부터” 시작되었다.
1870년에서 1916년 사이의 산업화로 사회적 환경, 삶의 질, 노동자들의 자존감이 모두 점차 상승했다. 그러나 평민들의 삶의 질은 상승했지만 빈부의 격차는 커졌다. 평민들은 사회경제적 정치적 문제를 인식하기 시작하고 사회주의, 사회자유주의, 국민주의(페노마니아) 등의 이념과 상호작용했다. 이러한 평민들의 반응과 그에 대한 상류 지배계급의 대응으로 인해 핀란드의 사회적 관계는 급변했다.
핀란드의 노동운동은 19세기 말엽 금주운동, 종교운동, 페노마니아에서부터 출현했다. 때문에 핀란드 노동운동은 국민주의적 성격과 노동계급적 성격을 모두 띠고 있었다. 1899년–1906년 사이에 노동운동은 독립적 존재로 거듭났고, 페노만 계급의 가부장적 사고방식을 탈피했다. 이는 1899년 창당한 핀란드 사회민주당에 의해 대변되었다. 노동자들의 행동주의는 러시아화 정책에 반대할 뿐 아니라 사회문제를 무시하는 핀란드 현지 지배자들에게도 민주주의를 요구했다. 핀란드 귀족-시민계급과 노동운동계는 평민의 투표권을 둘러싸고 1880년대 이래로 대립해 왔으며, 민주주의 요구는 이 진행중인 대립의 연장선상이었다.
그동안 신분제를 자기 삶의 자연적 질서로 받아들이고 순종적이고 평화로우며 비정치적인 대공국 신민의 의무를 다해왔던 평민들은 이제 핀란드 사회에 자신들의 민권과 시민권을 요구하기 시작했다. 핀란드 귀족들과 러시아 행정부 사이의 권력투쟁은 노동운동에 명확한 역할모델과 자유공간을 제공했다. 다른 한편 최소 1백년 이상 지속된 전통과 행정지도를 경험한 핀란드 엘리트들은 그 전통과 지도가 핀란드 대공국에 내재하는 자연권력이라고 보았다.
민주주의에 관한 정치투쟁은 핀란드 외부로부터 해결되었다. 러시아 제국이 러일전쟁에 패전하여 1905년 러시아 제1혁명이 일어났고, 핀란드에서는 총파업이 일어났다. 대규모 불온사태를 진정시키기 위해 1906년 의회개혁으로 신분제가 폐지되고 보통선거권이 도입되었다. 총파업은 사회민주당의 지지율을 증가시켰다. 이때 핀란드 사회민주당은 세계에서 가장 강력한 사회주의 운동집단이었다.
1906년 개혁은 핀인 평민들의 정치적 사회적 자유화에 있어 거대한 도약이었다. 러시아 왕가는 유럽에서 가장 전제적이고 보수적인 지배자로 악명을 떨쳤다. 반면 핀란드의 핀인들은 여성 시민에게도 모든 참정권을 허하는 단원제 의회를 만들었고, 이에 따라 유권자 수가 126,000명에서 1,273,000명으로 불어났다. 그 결과 사회민주당이 50% 전후의 득표를 거두었다. 하지만 1905년 혁명위기를 진압한 차르가 권력을 되찾고 자신이 핀란드 대공임을 재확인하고자 했다. 1908년에서 1917년 사이의 제2차 러시아화 정책은 새로이 만들어진 의회의 기능과 권력을 무력화시켰다. 차르는 의회의 기능은 자문역할에 불과하다고 생각했다. 차르는 핀란드 원로원을 조직하여 그 의원들을 자기 마음대로 임명했다. 핀란드 원로원 의원직은 핀란드 의회 의원직과 아무 상관이 없었으며, 진정한 의회주의는 금지당했다. 차르는 1908년에서 1916년 사이 거의 매년 의회를 해산하고 총선을 다시 치르게 했다.
핀란드 의회는 주요한 사회경제적 문제를 해결하고자 했으나, 교육받은 바가 거의 없는 평민들을 대변하는 의원들과 권위주의적 지배와 태도에 익숙해진 구체제 귀족들을 대변하는 의원들 사이의 대립은 이를 좌절시켰다. 같은 시기, 기업가들이 단체교섭을 거부하고 노동조합이 노동자를 대변할 권리를 부정하자 기업가 고용주들과 노동자 고용인들 사이에 분쟁이 싹트기 시작했다. 고용주들은 근본적으로 개인 수준에서 작성, 날인된 계약서를 준수할 것을 요구했다. 비록 의회의 작태가 노동운동계를 실망시켰지만, 의원 수의 우세와 합법화는 보다 균형잡힌 사회를 위한 노동자들의 진로라고 여겨졌다. 핀인 노동자들은 스스로를 국가의 강력한 주체로 정체화했고 이러한 정치적 발달은 핀인 국가의 지도부를 차지하기 위한 투쟁을 가속화시켰다. 러시아 제국이 붕괴하기 아직 10년도 더 전부터 핀란드는 이런 상황이었다.

### 2월 혁명

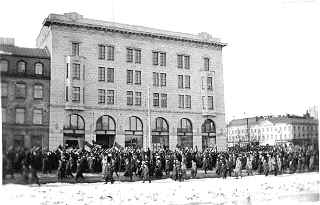
1917년 헬싱키에서 파업중인 장면. 노동자들은 식량 및 러시아 임시정부가 핀란드 의회에 입법권을 완전히 양도할 것을 요구했다.

제1차 러시아화 정책 때보다 더 극심했던 제2차 러시아화 정책(핀란드인들은 "1908년–1917년 제2차 억압기"라고 부른다)은 1917년 3월 15일 러시아 차르 니콜라이 2세가 퇴위당함과 함께 중단되었다. 독일 제국과의 전쟁에 패배를 거듭하고 러시아인들 사이에 전쟁에 대한 염증이 만연한 것이 러시아 제국이 붕괴한 1차적 이유였다. 보다 근본적인 이유는 유럽에서 가장 보수적이고 전제적인 러시아 제정과 사회경제적 근대화를 요구하는 러시아 인민들 사이의 충돌이라고 할 수 있다. 차르의 권력은 러시아 의회 두마와 우파 성향의 러시아 임시정부에 양도되었다. 그러나 페트로그라드 소비에트가 이를 부정하면서 러시아는 이중권력 상태가 되었다.
1917년 3월 핀인들의 자치적 지위는 복구되었고, 러시아의 혼란은 핀란드 의회가 비로소 제대로 된 정치권력체로 기능하게 해 주었다. 핀란드의 좌파는 주로 사회민주당원들로 구성되었으며, 중도파에서 혁명사회주의자까지 넓은 스펙트럼을 망라했다. 한편 핀란드의 우파는 좌파보다도 더욱 구성이 복잡해서 사회자유주의자들과 중도보수주의자들로부터 극우보수주의자들까지 다양했다. 당시 핀란드의 주요 4개 우파정당은 다음과 같다.
- 핀란드당 - 보수주의.
- 청년 핀란드당 - 자유주의 및 보수주의. 자유주의자들은 또 사회자유주의와 경제자유주의로 나뉘었다.
- 농업동맹 - 사회개혁주의, 중도주의. 주로 소농들에게서 지지를 얻었다.
- 스웨덴 인민당 - 보수주의. 구 귀족계급과 스웨덴어 구사자들의 특권 복귀를 꾀하였다.[20]

1917년 한 해간 핀인들은 권력투쟁과 사회붕괴의 유해한 상호작용에 직면했다. 러시아 제국의 붕괴는 분열의 연쇄에 불을 당겼다. 정부부터 시작하여 군사력, 경제가 분열했고 지방행정 및 직장 같은 사회 저변 모든 분야에 그 영향이 미쳤다. 그리고 마침내 시민 개개인의 수준까지 이르른 분열은 시민들이 자유, 책임, 도덕에 대한 질문을 하고 변화하게 만들었다. 사회민주당은 이미 쟁취된 바 있는 노동운동의 정치권을 되찾고 뒤이어 인민과 사회에 대한 권력을 쟁취하는 것을 목표로 삼았다. 보수주의자들은 자신들이 오랫동안 독점해온 사회경제적 특권을 잃을 것을 두려워했다. 양 집단은 핀란드 정치에서의 우위를 점하기 위해 각각 비슷한 성향을 가진 러시아 정치집단을 끌어들였다. 이는 국민 분열을 더욱 심화시켰다.
불균형한 사회발전에 대한 불만과 정치적 반대에 지속적으로 참여해온 노동운동의 덕을 본 사회민주당은 1916년 의원선거에서 절대다수석을 획득했다. 1917년 3월 사회민주당과 노동조합 지도자 오스카리 토코이가 원로원을 새로이 만들었다. 토코이 내각은 사회주의자들이 절대 다수를 이루는 하원 의석 비율을 반영하지 않고 사회민주당에서 여섯 명, 비사회주의 정당에서 여섯 명을 동등한 수로 대표자로 참여시켰다.
이론적으로는 신생 원로원은 범국민적인 대연정을 이룬 것이지만, 사실 뚜껑을 열어 보면 주요 정치집단들은 타협할 의사가 없었고 가장 숙련된 정치인들은 내각에 참여치 않은 허울뿐인 연정이었다. 내각은 핀란드의 주요 문제들 중 어느 것도 해결하지 못했다. 1917년 2월의 러시아 제2혁명(2월 혁명) 이후 실제 정치권력은 길거리 수준에서 대중집회, 파업조직, 노동자 군인 평의회, 고용주 조직들의 형태로 이행했다. 이들 조직들은 모두 국가의 권위 약화에 기여했다.
제1차 세계 대전으로 촉발된 급속한 경제성장은 1915년에서 1916년 사이 산업노동자들의 소득과 고용주들의 이윤을 모두 향상시켰으나, 이런 호황기는 2월 혁명과 함께 끝났다. 생산성 하락과 경제 침체는 실업과 인플레이션으로 이어졌다. 직업을 가진 이들에게 2월 혁명은 자신들의 노동 생활의 오랜 문제를 해결하고 자유를 주었다. 노동자들은 8시간 노동제, 작업환경 개선, 임금 인상을 요구했다. 요구는 공업과 농업을 막론한 핀란드 전역의 시위와 대규모 파업으로 번졌다.
핀란드 농업은 낙농업에 특화되어 식량 수급은 러시아 남부에서 생산되는 곡물에 의존하고 있었다. 분열에 빠진 러시아에서 곡물 수입이 중단되자 핀란드는 식량 부족 사태가 벌어졌다. 원로원은 배급과 물가통제를 실시하는 것으로 대응했다. 농민들은 국가의 통제에 반발했고, 암시장으로 인해 식량 가격이 가파르게 상승하며 페트로그라드 자유시장으로의 수출은 증가했다. 식량 공급과 그 가격, 그리고 종래에는 기아에 대한 공포가 농민과 노동자 모두에게 중요한 정치적 의제가 되었고, 특히 실업자들에게 심각한 문제가 되었다. 평민들은 정치인들과 언론들에 착취당할 것을 두려워하여 거리로 나왔다. 이러한 식량 부족에도 불구하고 핀란드 남부에서는 내전 발생 이전까지 대규모 기아가 발생한 적은 없다. 경제적 요인들은 1917년 위기를 발생시킨 요인들 중 하나이지만 이는 핀란드의 권력투쟁의 2차적 일부에 지나지 않는다.

#### 국가지도부 쟁취를 위한 투쟁

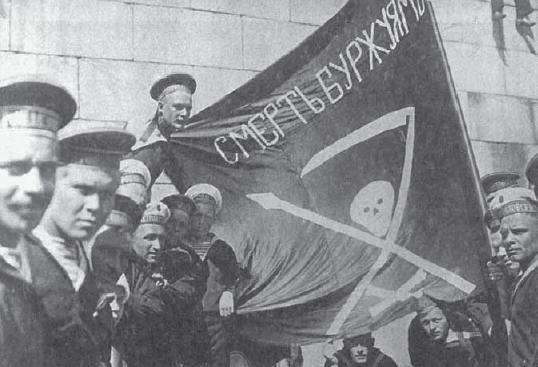
헬싱키에 정박한 러시아 전함 페트로파블로스크를 점거한 무정부주의 성향의 수병들. 러시아 혁명세력의 다양성은 1917년의 불안정성에 기여했다.

1917년 7월 토코이 내각이 통과시킨 "권력법"은 1917년 3월에서 1918년 1월 말까지 지속된 사회민주주의자들과 보수주의자들 사이의 권력투쟁의 3번의 정점 중 첫 번째였다. 러시아 제정의 몰락은 예전에 러시아 황제가 겸임하던 핀란드 대공직을 대신할 최고 정치권력을 누가 잡을 것이냐는 질문으로 이어졌다. 핀인들은 러시아 임시정부가 1917년 발표한 해방선언문을 받아들였지만, 최소한 자치권 확대 이상의 변화를 꾀했다.
2월 혁명은 핀란드 사회민주당에게 탄력을 더해주었다. 사회민주당은 의회에서 절대 다수를 차지했고 원로원에서도 근소하게 우위를 점했다. 수십년 간의 좌절 끝에 사회주의자들이 마침내 권력을 쟁취할 기회를 얻은 것이다. 1899년 이래로 사회주의자들의 힘이 계속 증가하는 것에 보수주의자들은 충격을 받았다. 사회주의자들의 권력 확대의 정점은 1917년이었다. 그러나 러시아 행정부의 통제를 완전히 제거하지 못한지라 사회민주당은 핀란드의 권력구조를 현격히 뜯어고칠 능력을 얻기 직전에 멈추어야 했다.
"권력법"은 1906년에서 1916년 사이 원외세력 및 원로원의 보수주의자들의에 대항해 의회권력을 증진시키고자 한 사회민주당의 복안이었다. 이 법안은 핀란드의 국내 문제에 대한 러시아의 영향력을 차단함으로써 핀란드의 자치를 확대했다. 여전히 러시아 임시정부는 핀란드의 외교 및 군사 관련 결정권은 가지고 있었다. 법안은 의회에서 사회민주당, 농업동맹, 그리고 청년 핀란드당 의원 일부의 지지로 의회를 통과했다. 보수주의자들은 법안에 반대했으며 극우 성향의 의원들은 의원직에서 사퇴했다.
사회민주당의 계획은 페트로그라드의 블라디미르 레닌과 볼셰비키의 지원을 받고 있었다. 레닌과 볼셰비키는 1917년 7월 당시 러시아 임시정부를 전복시키기 위한 음모를 꾸미고 있었다. 그러나 러시아 군부는 아직 임시정부를 지지하고 있었고, 레닌은 "7월 정국"에서 패배하여 핀란드로 도주했다. 독일과의 전쟁이 러시아의 총체적 패배로 끝날 것이 가까워지자 페트로그라드를 지키기 위한 완충지대로서 핀란드 지역의 중요성이 상승했다. 임시정부는 "권력법" 승인을 거부하고 핀란드에 병력을 파견했다. 핀란드 보수주의자들의 요청 및 협조에 의해 핀란드 의회는 해산되었고 새로 선거가 치러졌다.
1917년 10월 의회선거에서 사회민주당은 절대다수 위치를 상실했다. 이에 노동자들의 의회적 수단에의 의존이 감소하고 노동운동이 과격화되었다. 1917년 7월의 사태들은 1918년 1월의 적색혁명 그 자체의 원인이 되지는 않았지만, 1880년대 이래로 국민주의와 사회주의의 개념들을 모두 체화한 노동운동에 기반한 정치발달과 함께 핀란드 혁명의 목적 달성에 결정적 역할을 했다. 권력을 잡기 위해 사회주의자들은 핀란드 의회를 다시 한번 장악해야 했다.
2월 혁명으로 인한 러시아 제정의 붕괴는 핀란드의 국가기관 부재라는 결과를 낳았고 경찰력도 증발함에 따라 공포와 불확실성이 번져나갔다. 우파와 좌파 모두 각자 보안을 위한 집단을 모으기 시작했다. 이런 사조직들은 처음에는 지역적이었으며 무장도 거의 되어있지 않았다. 1917년 가을이 되면 의회 해산으로 인한 권력공백과 안정적인 정부 및 군대의 부재로 인해 이들 사조직들은 준군사조직의 성격을 띠게 되었다. 지역 유지, 보수적 학자, 기업가, 대지주 및 관련 활동가들은 시민위병, 소위 백위대를 조직했고 독일이 이들의 무장을 지원했다. 한편 좌파 정당과 노동조합들은 적위대를 조직하여 러시아의 무기지원을 받았다.

### 10월 혁명
블라디미르 레닌의 볼셰비키가 11월 7일 러시아 제3혁명(10월 혁명)을 일으킴으로써 페트로그라드의 정치권력은 극좌 사회주의자들에게 넘어갔다. 독일 제국은 레닌을 러시아를 무너뜨리기 위한 도구로 사용하고자 했고, 볼셰비키를 재정적으로 지원하는 한편 1917년 4월에는 스위스에 망명신세를 지고 있던 레닌과 그 동지들을 열차로 페트로그라드까지 실어 날랐다. 독일의 계획은 과연 성공을 거두어 12월 6일 독일과 볼셰비키 정권 사이에 휴전이 체결되었고 1917년 12월 22일부터 브레스트-리토프스크에서 강화회담이 개시되었다.
1917년-1918년 핀란드 권력 쟁취투쟁의 두 번째 변곡점은 1917년 11월이었다. 핀란드 의회가 해산된 뒤 사회민주당과 보수주의자들 사이의 양극화는 극적으로 증가하여 정치폭력까지 발생했다. 8월 9일 위패얘에서 벌어진 지역 파업 도중 농업노동자 한 명이 사살당했고, 1917년 9월 24일에는 말미에서 벌어진 지역정치 위기상황에서 백위대원 한 명이 살해되었다.
핀란드의 비사회주의자들과 러시아 임시정부 사이의 비공식적 휴전관계는 10월 혁명으로 인해 파토났다. 러시아의 권력 변화에 어떻게 반응해야 할지에 대한 정치적 갑론을박 끝에 정치인들 다수는 농업동맹 당수 산테리 알키오의 절충안을 받아들였다. 11월 15일 당시 핀란드 의회는 사회주의자들의 "권력법"에 따르면 핀란드 최고의 권력기관이었고, 1917년 7월부터 8시간 노동제, 보통선거, 지방선거 등 사회민주당이 제안한 법안들을 비준했다.

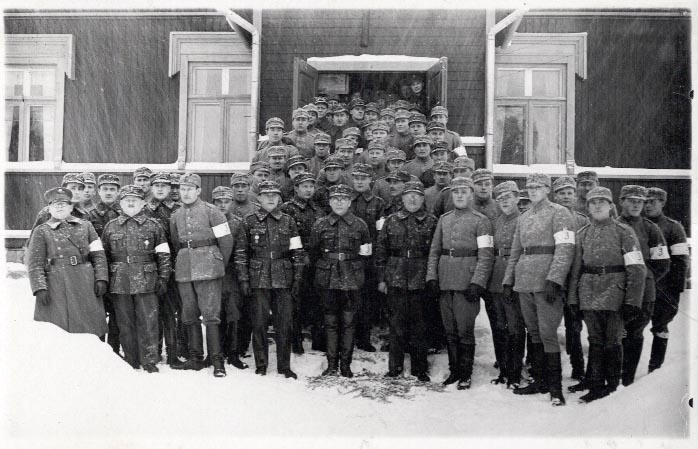
눔미의 백위대원들. 백위대는 1918년 1월 25일 핀란드 반공주의자들의 무장력으로 지정된다.

11월 27일, 사회주의자 없이 순 보수주의자들로만 이루어진 패르 에빈드 스빈후부드 내각이 출범했다. 스빈후부드 내각의 출범은 1917년 11월 노동 관련 법안 통과에 대해 보수주의자들이 오랫동안 준비한 대응책이었다. 스빈후부드의 주요 목표는 핀란드를 러시아로부터 분리시키고, 백위대의 군사력을 증강시키며, 의회의 권력을 조금이라도 원로원으로 이양시키는 것이었다.
1917년 8월 21일 핀란드 각지에는 백위대 지역조직들이 149개 있었는데, 1917년 11월 30일에는 380개, 1918년 1월 26일에는 408개로 증가한다. 포르보 근교의 삭사니에미 지구에 200명 병력의 "기병학교"를 세운 것이 백위대의 첫 유의미한 군사훈련이었다. 독일에서 훈련받은 엽병부대 선발대가 수상함 "에퀴티" 호와 잠수함 SM UC-57을 통해 1917년 10월에서 11월에 걸쳐 핀란드로 이송되었다. 1917년 말엽까지 50여명의 엽병들이 귀국했다.
1917년 7월과 10월에 정치적으로 패배한 사회민주당은 "우리는 요구한다"라는 비타협 계획을 발표했다. 사회민주당은 정치권력을 1917년 7월의 의회 해산 이전 상태로 되돌리고 백위대를 해산시키며 제헌의회 개회를 위한 선거를 개시할 것을 요구했다. 10월 혁명 이후 "권력법"에 따라 핀란드 사회주의자들은 11월 10일 성명서에 명시된 핀란드의 주권을 인정해 줄 것을 볼셰비키에게 요구했다. 그러나 페트로그라드의 상황이 불확실했기에 계획은 유보되었다. "우리는 요구한다"가 실패하자 사회주의자들은 1917년 11월 14일에서 19일에 걸쳐 총파업을 개시했다. 이는 정치세력, 특히 "권력법"과 11월 15일 의회권력 선포를 부정하는 보수주의자들에 대한 정치적 압력행사였다.
1917년 7월과 10월의 정치적 패배 이후 극좌파는 혁명을 꾀했고, 1917년 11월은 반란을 일으키기 좋은 시기처럼 보였다. 이 시기 페트로그라드에서 위협을 받고 있던 레닌과 스탈린 외 그 부하들은 핀란드 사회민주당에게 빨리 권력을 잡으라고 재촉했다. 핀란드 사회주의자들의 다수는 중도좌파로 의회정치 수단을 선호했으며, 레닌은 그들을 “마지못한 혁명분자들”이라고 불렀다. 총파업이 남부 핀란드의 노동자들에게 상당한 힘을 실어준 것으로 판단되자 그 마지못함은 약화되어 11월 16일 근소한 차이로 파업 지도부가 당권을 잡았다. 그러나 같은 날 혁명 제안은 기각되었다. 결정을 수행할 진성 혁명분자가 부족하다는 것이 이유였다.

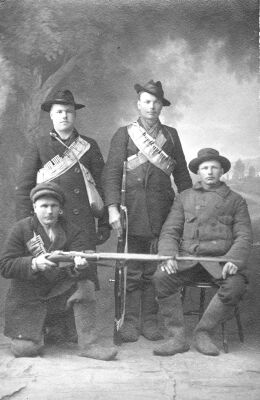
적위대원들.

1917년 11월 비밀리에 개최된 당무회의에서 혁명 대 의회정치 투표가 이루어졌고, 이번에도 중도좌파들이 승리했다. 그러나 중도좌파들이 사회주의 혁명을 완전히 포기한다는 결의안을 통과시키려 하자 당 지도부가 그것을 부결시켰다. 핀란드 노동운동계는 자체 군사력을 유지하여 혁명으로 가는 길을 열고자 했다. 이러한 사태는 근미래에 유력한 지도자들이 중도좌파와 극좌파에 제각각 말뚝을 박는 상황을 초래했다. 핀란드 사회주의자들의 혁명에 무관심함은 레닌을 실망시켰다. 1917년 12월 레닌은 핀란드 사회주의자들을 포기하기로 하고 페트로그라드의 핀란드계 볼셰비키들을 지원하는 쪽으로 마음을 돌렸다.
노동운동계에서 특기할 만한 결과는 1917년 가을에 노위대가 부상하기 시작했다는 것이다. 1917년 8월 21일에서 9월 30일 사이 노위대 조직은 20–60여개에 불과했다. 그러나 선거에서 패배한 뒤인 10월 20일 노동조합이 나라 곳곳에 노위대를 더 설치해야 할 필요성을 선포했고 이 발표는 노위대에 입대자들이 모여들게 만들었다. 10월 31일이 되면 노위대 조직은 100–150여개, 1917년 11월 20일에는 342개, 1918년 1월 26일에는 375개로 늘어났다. 노위대는 1917년 5월 이후 두 개의 부문으로 나뉘었는데, 대다수는 보안대이고 소수가 적위대였다. 적위대는 헬싱키, 콧카, 탐페레, 투르쿠, 비푸리, 퀴멘락소 등 산업화 중심도시들에 비밀리에 심어진 세포조직들이었다. 핀란드 국내의 적위대 계획은 1905년에서 1906년 사이에 마련되었다.
이제 핀란드에는 적위대와 백위대라는 서로 적대시하는 두 개의 군대가 존재하게 되었다. 이는 핀란드 사회가 내전의 전형적인 전 단계인 이중권력과 다중주권 상태에 있음을 의미했다. 두 군대 사이의 첫 결정적 충돌은 총파업 와중에 발생했다. 남부 핀란드의 주요 도시들에서 적위대와 노위대가 정치적 반대자 여러 명을 처형했고, 적군과 백군 사이에 최초의 충돌이 발생했다. 이때 발생한 사상자는 양측 합해 34명이라 한다. 마침내 1917년 이래의 정치적 대립은 쌍방이 무기를 들게 만들었고 사태는 피할 수 없는 내전으로 치달았다.

### 핀란드의 독립
러시아의 분열은 핀인들에게 독립국가를 가질 역사적 기회를 가져다주었다. 그러나 10월 혁명 이후 핀란드 좌파와 우파의 입장은 서로 바뀌었다. 그전까지 독립을 반대했던 보수주의자들은 볼셰비키의 영향력을 최소화하고 좌파를 통제하기 위해 러시아로부터 독립하기를 원하게 되었고, 사회주의자들은 나중에 정치적 다수 위치를 되찾게 될 것이라 생각하고 자유의 증가를 계속 약속했지만 이제 국민주의 성향이 강한 노동자들에게 지지를 잃게 될까 두려워졌다. 두 세력 모두 핀란드에 주권이 필요하다는 데는 동의했지만 그 주권 지도부가 누가 되어야 하는지 문제는 절대 합의될 수 없었다.

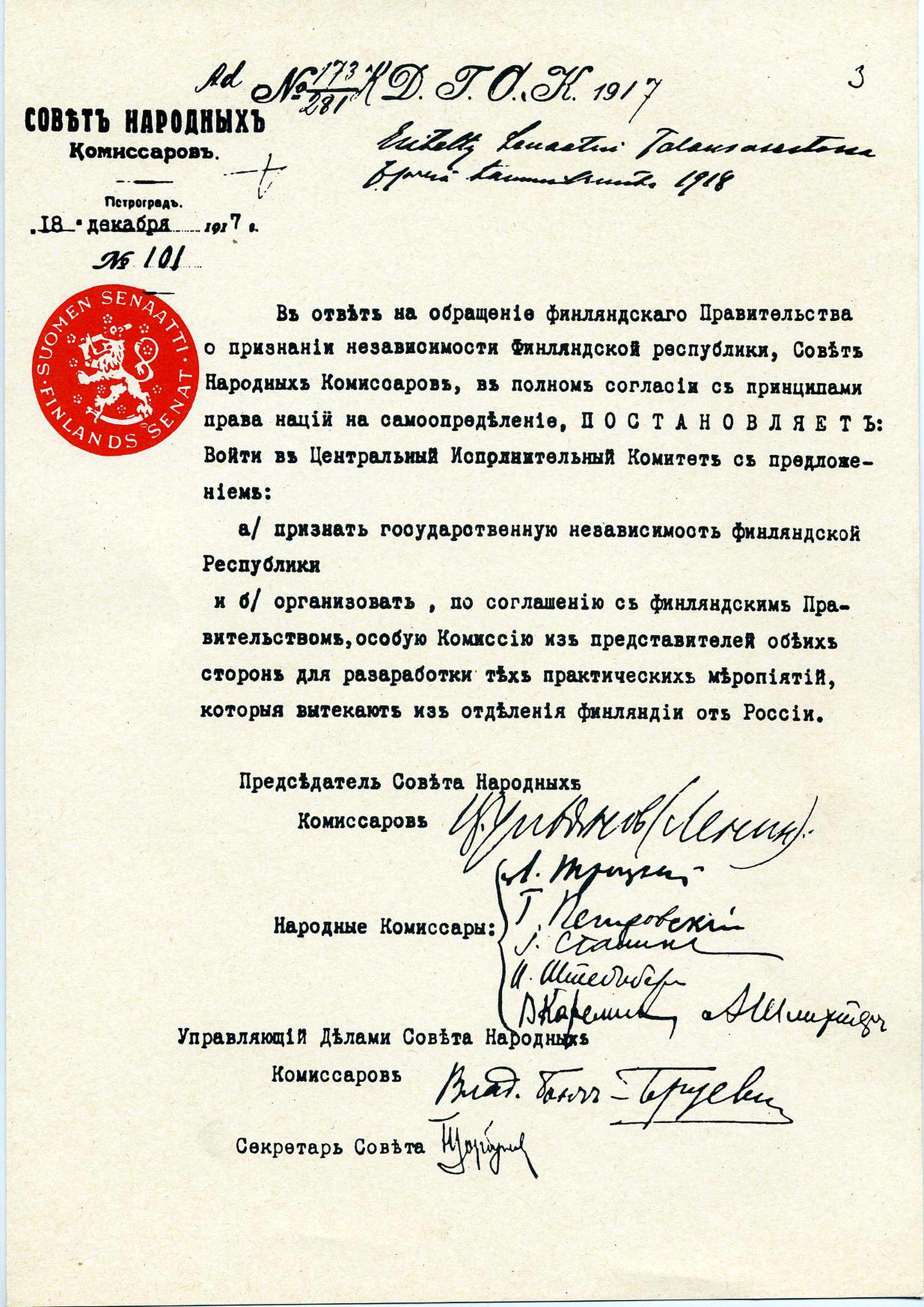
볼셰비키 정부의 핀란드 독립 승인서. 이 문서에 서명이 날인된 것은 자정으로부터 몇 분 전으로, 세계관이 전혀 다른 두 남자 스빈후부드와 레닌이 핀란드 주권에 합의하여 서로 악수를 나누었다.

19세기 말부터 국민주의는 핀인들 사이에 "시민종교" 구실을 했다. 그러나 국민주의자들의 목표는, 특히 제1차 러시아화 정책과 1905년 총파업 때까지만 해도 1809년-1898년 수준의 자치를 회복하는 것이지 독립이 아니었다. 1809년 핀란드의 지배자가 스웨덴에서 러시아로 넘어간 이래로 일원화된 지배구조의 스웨덴에 비해 느슨했던 러시아의 지배 덕분에 핀인들의 현지 권력은 꾸준히 증가할 수 있었다. 경제 면에서도 핀란드 대공국은 독립적인 국가예산과 통화(마르카, 1860년 이후 사용)를 유지하며 1860년-1916년의 산업화까지 계속 특혜를 보았다. 때문에 러시아로부터 분리되는 것은 그러한 핀란드의 특혜적 위치를 잃게 될 위험이 다분한 일이었다. 그러나 1917년 러시아 경제가 파탄나고 핀란드는 정치권력 투쟁에 휩싸이면서 핀란드의 주권 문제는 갈등의 중심 요인 중 하나로 부상했다.
스빈후부드 내각의 원로원이 핀란드 독립선언을 제안했고 1917년 12월 6일 의회가 이를 통과시켰다. 사회민주당은 원로원에서 내놓은 독립선언에 반대표를 던졌지만 자기들도 따로 독립선언을 준비해 두었었다. 약소한 핀란드 국민규모를 생각해 볼 때 독립국가의 건국은 최선의 결론은 아니었다. 독립을 위해서는 러시아와 유럽 열강의 인정이 필수적이었다. 1917년 12월 말 스빈후부드는 러시아에 독립을 인정받기 위해 레닌과 협상할 것에 동의했다. 러시아 지도부와 대화하기를 꺼린 핀란드 사회주의자들은 1917년 7월 페트로그라드에 2개 대표단을 보내 레닌에게 핀란드 주권을 승인해 줄 것을 요청했다.
1917년 12월 볼셰비키는 독일의 거센 압력을 받고 브레스트-리토프스크 조약에 조인했다. 러시아군의 사기는 땅에 떨어졌고 볼셰비즘은 위기에 처했다. 레닌은 볼셰비키가 러시아 본토는 장악할 수 있으나 핀란드를 비롯해 지정학적으로 덜 중요한 서북방 변경 영토는 포기해야 한다는 결론에 도달했다. 그 결과 스빈후부드와 원로원은 레닌의 양보로 주권을 얻어낼 수 있었다. 1917년 12월 31일이었다.
내전이 일어나기 직전에는 오헝 제국, 덴마크, 프랑스 제3공화국, 독일 제국, 그리스 왕국, 노르웨이, 스웨덴, 스위스가 핀란드의 독립을 인정했다. 영국과 미국은 승인하지 않았다. 레닌이 독일과의 전쟁을 그만두게 만들기를 원한 독일은 핀란드를 자기 세력권에 넣기 위해 핀란드의 분리독립을 재촉했다. 그러자 영미는 사태를 관망하면서 핀란드가 자신들의 주적인 독일과 어떤 관계를 가지냐에 따라 결론을 정하기로 했다. 프랑스는 1918년 내전 와중에 핀란드 백군 정권이 독일과 협력했음을 이유로 외교관계를 파기했다.

## 내전의 진행

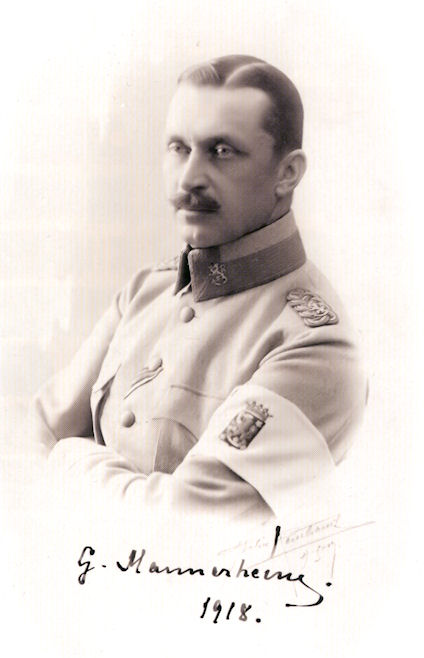
1918년의 만네르헤임 대장. 핀란드의 국장이 새겨진 완장을 차고 있다.

### 전쟁으로 치닫다
전쟁으로 치닫는 마지막 단계는 1918년 1월 초 시작되었다. 적군 또는 백군의 각 군사 및 정치 집단의 모든 행동은 그 즉시 반대 세력의 반작용을 불러왔다. 쌍방 모두 자신들의 행동을 자위적 수단이라고 정당화했고, 특히 자기들의 지지자들에게 그러했다. 좌파의 경우 헬싱키, 콧카, 투르쿠 출신의 적위대들이 전쟁의 전위대 역할을 했다. 적위대는 전원지역의 적군을 이끌고 평화와 전쟁 사이에서 망설이는 사회주의 지도자들을 혁명을 지지하도록 설득했다. 우파의 경우 독일에서 훈련받아 1917년 말 핀란드로 귀국한 엽병대대가 전위대였다. 또 백위대의 열성 의용병은 대부분 핀란드 동남부의 비푸리주(서카리알라), 남서수오미, 포흐얀마 남부 지역 출신이었다. 최초의 전투는 1월 9일에서 21일 사이에 핀란드 남부 및 남동부에서 벌어졌으며, 전투 목적은 비푸리의 무기와 통제를 획득하기 위함이었다.

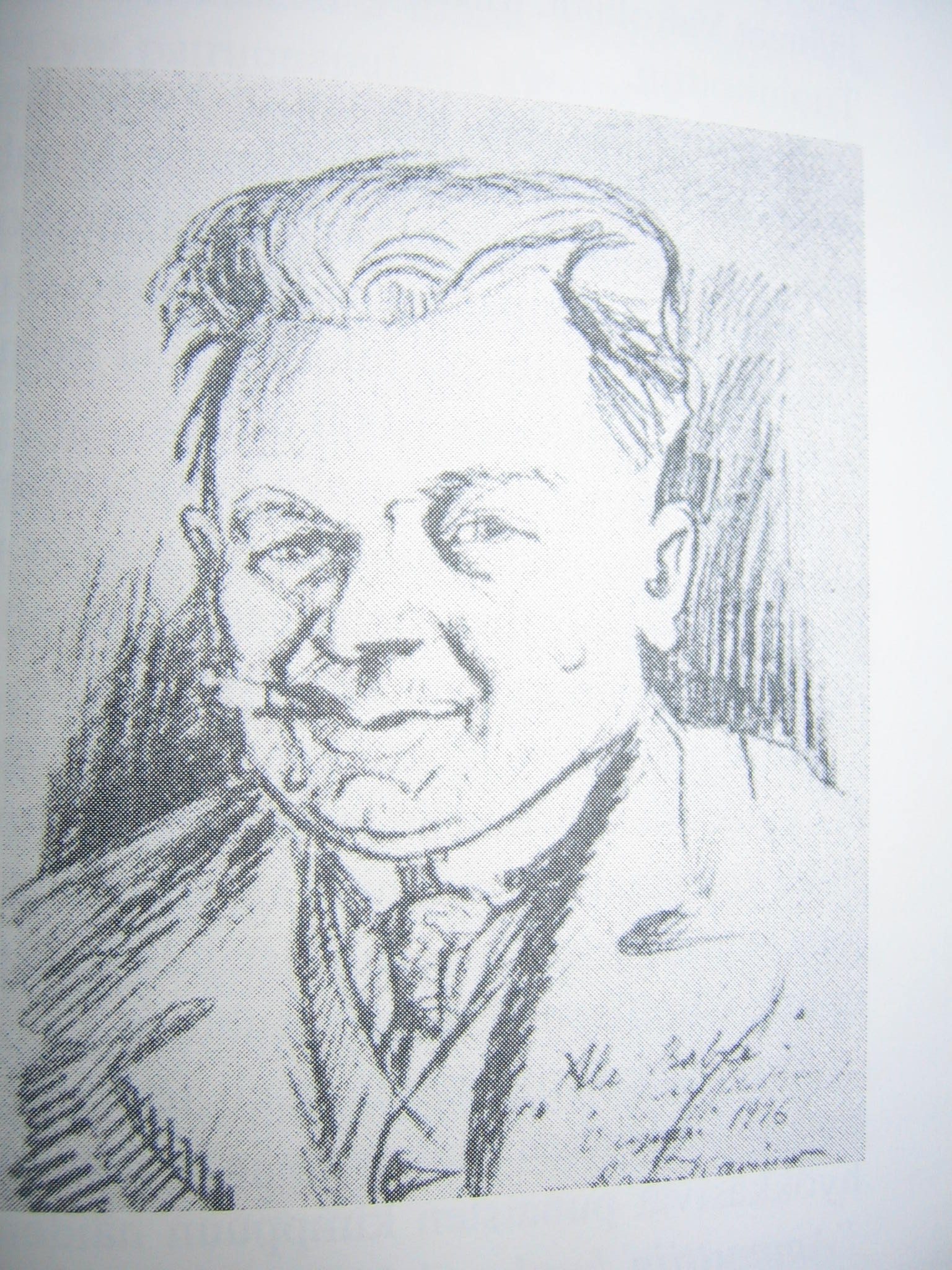
핀란드 적군 초대 총사령관 알리 알토넨.

스빈후부드 내각과 의회는 1918년 1월 12일 “국내질서와 규율에 관한 국가권력”을 만들어 백군에 의지했다. 1월 15일, 러시아 제국 육군에서 장성을 지낸 유능한 군인 칼 구스타프 에밀 만네르헤임이 백위대 최고사령관으로 임명되었다. 만네르헤임은 바사-세이내요키 지역에 백군 세력기반을 마련했다. 원로원은 백위대를 "핀란드 백군(Finnish White Army)"이라고 재명명하고 1월 25일 교전 명령이 내려졌다. 백군은 1월 21일에서 28일에 걸쳐 무장해제된 러시아군 주둔지를 털어 무기를 얻었는데, 특히 포흐얀마 남부에서 무기를 많이 획득했다.
알리 알토넨이 이끄는 적위대는 백위대가 국가의 군대로 인정받는 상황을 받아들이길 거부했고 자체적인 군사권한을 수립했다. 알토넨은 헬싱키에 적군 세력기반을 마련하고 1918년 1월 26일 혁명 명령이 내려졌다. 봉기를 상징하는 지표인 적색 제등이 헬싱키 노동자회관 탑 꼭대기에 내걸렸다. 적군은 1월 27일 밤저녁부터 대규모 동원을 개시했고, 1월 23일에서 26일에 걸쳐 헬싱키 적위대를 비롯한 일부 적위대 병력이 비푸리-탐페레 사이의 철도를 따라 활동을 먼저 개시했다. 철도 확보는 중요 거점을 보호하고 페트로그라드의 볼셰비키들이 철도를 통해 보낼 적하물을 호위하기 위함이었다. 물론 백군도 볼셰비키가 보내는 적하를 탈취하려고 했다. 1918년 1월 21일 카렐리야 지협에서 벌어진 "라흐야 철도 전투"에서 적군과 백군을 합쳐 핀인 20-30명이 사망했다. 전투는 적군이 이겨서 소총 20,000 정, 기관총 30 정, 캐넌포 10 문, 장갑차 2 대가 적군의 손에 넘어갔다. 러시아는 헬싱키에서 탐페레 보급고까지 총 20,000 정의 소총을 배달했다. 백군은 옛 러시아군 주둔지를 털어 소총 14,500 정, 기관총 90 정, 캐넌포 40 문, 구포 4 문을 확보했다. 일부 러시아 육군 장교들은 핀란드 적군과 백군 양쪽에 무기를 팔아넘겨 돈을 벌기도 했다.
이로써 핀란드 권력투쟁의 세 번째이자 마지막 정점이 시작되었다.

### 적백 분열

2월 초 전쟁 개전 시점의 최초 전선과 공세 지도. 적군의 통제 지역이 적색.

전쟁 시작 당시, 불연속적인 전선이 핀란드 남부를 서에서 동으로 가로질렀고, 이 경계를 따라 북쪽이 백핀란드, 남쪽이 적핀란드로 분열되었다. 적위대가 통제하는 남부에는 핀란드의 거의 모든 대도시와 산업 중심지들이 있었으며, 다수의 소작농을 보유한 대규모 농장들도 이 지역에 있었다. 백위대가 통제하는 북부는 소농 및 중농과 소작농으로 이루어진 농촌 지역이었다. 전선 너머 상대방의 지역 한가운데 양군의 중심 지역이 놓여 있기도 했다. 백군 지역에 바르카우스, 쿠오피오, 오울루, 라헤, 케미, 토르니오를 비롯한 산업 도시들이 소재했고, 적군 지역에 포르보, 키르코누미, 우시카우풍키가 소재했다. 자기 통제 지역 한가운데 덩그러니 놓여진 상대방의 거점들을 파괴하는 것은 1918년 2월까지 적백 쌍방 모두에게 최우선 과제였다.
적핀란드는 핀란드 사회주의 노동자 공화국이라고도 했으며, 1월 28일 헬싱키에서 만들어진 인민대표단이라는 기구가 지도부였다. 지도부는 핀란드의 사회민주주의 기풍에 바탕한 민주사회주의를 추구했다. 이들의 구상은 레닌의 프롤레타리아 독재와는 달랐다. 오토 빌레 쿠시넨이 새 헌법의 초안을 잡았는데, 헌법 내용은 스위스와 미국의 영향을 받았다. 정치권력은 의회에 집중되었고, 원로원은 보다 미미한 역할을 맡았다. 헌법 초안에는 다당제, 집회의 자유, 표현과 언론의 자유, 의사 결정에 있어서의 국민투표 사용 등이 포함되었다. 노동운동계의 힘을 보장하기 위해 평민들은 "연속적 혁명"의 권리를 가졌다.
사유재산권에 대한 적군의 계획은 진정한 재산권은 국가 행정부 및 지자체 지방행정에 속해야 한다는 "초민주적"인 자유사회 구상과 충돌했다. 농업 분야에 있어서는 전쟁이 시작되자마자 소작농들이 지주로부터 해방되었다. 농민들에게 각자의 농장을 꾸릴 권리는 주어지되, 나중에 국가를 사회화하는 과정에서 차차 정리할 계획을 세웠다. 그러나 1918년 적군이 내전에 패배하면서 새 헌법을 비롯한 이 모든 계획은 수포로 돌아갔다.
적핀란드의 대외 정책은 볼셰비키 러시아에 의존했다. 1918년 3월 1일 핀란드-러시아 적색 조약과 평화 협정이 체결되었다. 조약 협상 과정에서 핀란드와 소련 양측은 제1차 세계 대전 당시 그랬듯이 국제공산주의의 원칙보다는 각자의 국민주의를 우선함이 밝혀졌다. 핀란드 적군은 볼셰비키와의 연합을 받아들이지 않았고, 적핀란드와 소비에트 러시아 사이의 국경 결정을 두고도 논쟁이 있었다. 양측은 영토 맞교환으로 합의를 보았다. 카렐리야 지협의 이노 요새의 포대는 러시아에게 넘어가고, 핀린드는 라플란드 북동부의 페트사모를 받았다. 그러나 1918년 3월 3일 볼셰비키가 독일 제국과 브레스트-리토프스크 조약을 체결하면서 러시아-핀란드 적색조약은 휴짓조각이 되었다.
레닌의 민족자결주의 정책은 군사적으로 약소한 상태의 러시아가 분열되는 것을 막기 위한 목적을 가지고 있었고, 그는 그 목적을 위해 권력 공백과 신생 민족들 사이의 경쟁 관계를 이용하려 했다(결국 러시아 내전 이후 서서히 재건된 러시아는 1918년 브레스트-리토프스크 조약으로 독립한 국민국가들 중 다수를 재합병하는 데 성공한다). 한편 레닌은 당시 유럽의 정치적 상황을 볼 때 자유국민국가의 프롤레타리아들이 사회주의 혁명을 일으킨 뒤 소비에트 러시아와 통합될 것이라고 기대했다. 그러나 핀란드 노동운동계는 핀란드의 독립을 지지했다. 핀란드 볼셰비키들은 수적으로 극소수였지만 상당한 영향력을 가지고 핀란드와 러시아의 합병을 지지했다. 이 합병 문제는 적군이 내전에서 패배하고 러시아가 자기네 내전 때문에 약화되면서 저절로 해결된다.
백핀란드의 정부는 제1차 페르 에빈드 스빈후부드 원로원으로, 서해안 도시 바사로 정부 위치를 옮기면서 "바사 원로원"이라고도 불렸다. 바사는 1월 29일부터 5월 3일까지 백핀란드의 수도 대행 구실을 했다. 국내 정책에 있어 백핀란드 원로원의 기본 목적은 핀란드 우파의 정치 권력을 복원시키는 것이었다. 보수주의자들은 의회의 역할을 보다 축소시킬 수 있는 군주제 정체를 계획했다. 보수주의자들 중에서도 일부는 민주주의 자체에 일관되게 반대해 왔다. 그보다는 온건한 다른 보수주의자들은 1906년의 혁명적 개혁 이후 의회제 자체는 인정했다. 그러나 1917년 위기를 거치고 1918년 전쟁이 시작되고 끝나면서, 평민들의 자율권은 제대로 작동하지 않았다. 중도파 비사회주의자인 사회자유주의자들과 개량주의자들은 의회제를 제한하는 모든 시도에 반대했다. 그들은 처음에는 독일의 군사 지원도 반대했으나 전쟁이 길어지면서 입장을 바꾸었다.
대외 정책 면에서 바사 원로원은 독일 제국의 군사적 정치적 지원에 의존했다. 이는 핀란드 적위대를 물리치는 당면과제 뿐 아니라 볼셰비키 러시아의 핀란드에 대한 영향력을 차단하고, 한층 더 나아가 지정학적인 중요성을 가지며 또한 핀-우랄어족의 거주지역인 러시아령 카렐리야를 획득하기 위함이었다. 혁명과 내전으로 러시아가 약해진 것은 좌우파를 막론하고 핀란드의 팽창주의자들에게 대핀란드를 실현시킬 절호의 기회였다. 적군 역시 백군과 마찬가지로 카렐리야에 대한 영유권을 주장했다. 백군의 만네르헤임 대장은 카렐리야 동부를 획득해야 할 필요성과 독일의 무기지원에는 찬성했지만 독일이 핀란드에 직접 개입하는 것은 반대했다. 만네르헤임은 적위대의 군사적 숙련도가 형편없음을 파악하고 있었고, 독일에서 훈련받고 귀국한 엽병대대의 군사능력을 크게 기대했다. 전직 러시아 육군 장교로서 만네르헤임은 러시아 육군의 사기가 땅을 치고 있음 역시 잘 알고 있었다. 만네르헤임은 핀란드와 러시아의 러시아 백군과도 협조했다.
적백 쌍방의 선전활동은 자신들이야말로 민주주의와 자유의 지지자이며 핀란드 국민국가를 대변할 능력이 있다고 주장했다. 그러나 평화적 정치행동을 통한 합의에 도달하지 못하여 정치적 위기를 유혈낭자한 내전으로 발전시키고 테러리즘을 일삼았다는 점에서 쌍방 모두 책임을 면할 수 없다.

3월 말 공세 상황. 백군이 탐페레와 카렐리야 지협의 라우투를 공략하고 있다.

핀란드 적백군 쌍방 모두 병력 수는 70,000 명에서 90,000 명 사이를 오고갔다. 양쪽 모두 소총 100,000 여정, 기관총 300-400정, 캐넌포 백여 문을 소지했다. 다만 적위대가 거의 전적으로 의용병으로 이루어져 있었음에 비해(급료는 전쟁 시작 시점에 지불되었다) 백군은 의용병은 11,000 명에서 15,000 명 사이에 불과했고 나머지는 모두 징집병이었다. 의용병들이 전쟁에 참여한 동기는 경제적(급료, 식량), 이념적, 또래압력 등 다양했다 적위대에는 2,000 명의 여군이 포함되어 있었는데 대부분 핀란드 남부의 산업중심지들에서 입대한 소녀들이었다. 적위대의 대다수는 도시노동자들과 농업노동자들로 이루어져 있었다. 이와 반대로 토지를 소유한 자영농이나 고등교육을 받은 이들은 백군의 중추를 이루었다.

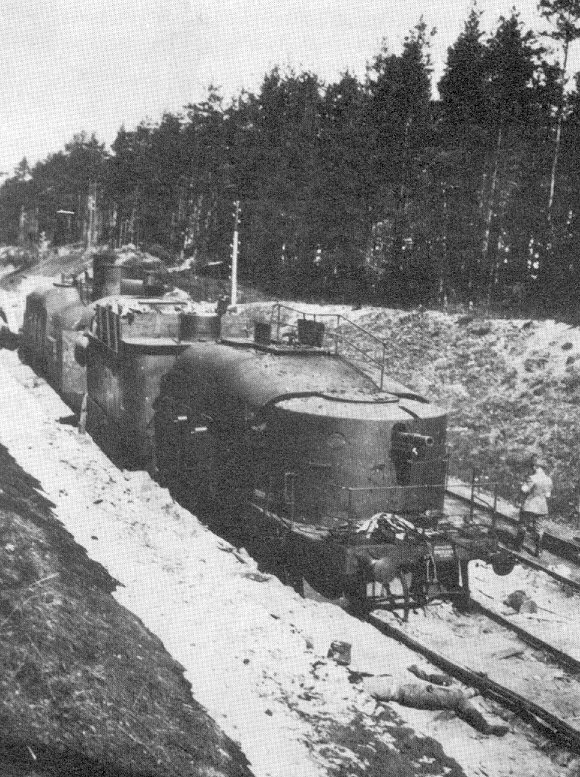
러시아 장갑열차 "파르티잔" 호. 비푸리 지역에서 핀란드 적위대 지원에 참여했다.

양군 모두 소년병을 동원했다. 소년병들의 나이는 대개 14에서 17세 사이였다. 소년병은 제1차 세계 대전 당시 드문 현상이 아니었다. 당대의 아동들은 성인들의 절대권위 하에 놓여 있었고 착취에 대한 방어수단이 없었다. 혼돈의 상황에 빠져 있던 핀란드의 경우 전쟁 초기에 특히 소년병 입대가 정당화되었다. 군사지도자들은 손이 하나라도 더 필요했다. 적위대의 경우 입대하면 급료와 식량 지급을 기대할 수도 있었다.
핀란드 내전은 주로 철도를 따라 진행되었다. 철도는 병력과 보급을 수송하는 필수적 수단이었다. 백위대와 적위대가 모두 가장 중요한 목표로 삼은 것은 핀란드의 동서 철도와 남북 철도가 만나는 열차 교차점 하파매키를 장악하는 것이었다. 1918년 1월 말 백위대가 교차점을 장악했고 빌불라에서 치열한 전투가 뒤따랐다. 백위대는 카렐리야 지협 안트레아의 부오크시 강 남안에 교두보를 마련하는 데 성공하여 비푸리와 페트로그라드 사이의 철도마저 위협했다. 그 외에 핀란드 내전에서 중요한 역할을 수행한 철도 교차점으로는 코우볼라, 리히매키, 탐페레, 토이얄라가 있다. 난장판 와중에 가장 위협적인 무기였던 장갑열차는 이러한 철도의 중요성을 상징적으로 보여준다.

### 적위대와 러시아군
핀란드 적위대는 1월 28일 헬싱키를 장악하여 초기 이점을 획득했고, 1918년 2월부터 3월 초까지 전체적 공세를 시도했다. 적군은 무장은 잘 되어 있었으나 숙련된 지휘관이 만성적으로 부족했다. 이는 야전 수준에서도 사령부 수준에서도 마찬가지였다. 때문에 적군은 초반의 유리한 위치를 제대로 활용하지 못했고 적군의 공세 대부분은 무위로 돌아갔다. 적군의 중대급 및 소대급 규모에서는 명령체계가 상대적으로 잘 돌아갔지만, 대부분의 야전사령관이 병사들의 투표로 추대되었기에 지도부와 당국은 무력했다. 평민 병사들은 단순히 무장만 한 민간인과 다를 바 없었고, 군사훈련, 교리, 전투사기는 불충분하고 또한 저조했다.
알리 알토넨은 급속히 입지를 잃고 에로 하팔라이넨에게 대체되었으며, 하팔라이넨 역시 에이노 라흐야, 아돌프 타이미, 에베르트 엘로란타의 3두체제에 대체되었다. 적위대의 마지막 총사령관은 쿨레르보 만네르로, 만네르는 러시아로의 최후 후퇴를 지휘했다. 그나마 적군에서 유능한 후고 살멜라 같은 사람이 지휘권자의 자리까지 올라가기도 했지만 전세를 바꿀 수는 없었다. 적위대는 승리를 거두기는 했으나 언제나 지역적 수준에서만 승리했고, 점차 핀란드 남부로, 그리고 러시아 쪽으로 몰리게 되었다. 1918년 4월 28일에서 29일 동안 하우호와 툴로스, 쉬랜타카에서 적위대가 독일군에게 승리를 거두기도 했는데, 이때 여성 적위대 중대가 전투원으로서 참여했다.

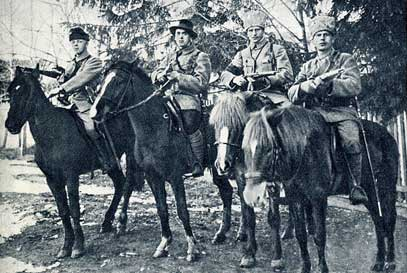
기승 중인 적군 장교들.

내전 시작 시점에 구 러시아 제국군 60,000 여명이 핀란드에 남아 있었지만, 이 러시아군이 핀란드 적군에게 해준 것은 미미했다. 레닌은 구 제국군 병사들이 핀란드 적군을 돕게 만들려 애써지만 제1차 세계 대전을 겪은 병사들은 향수병을 앓으며 전쟁에 염증을 느끼고 있던지라 사기가 바닥을 치고 있었다. 이들 러시아 군인들 대다수는 1918년 3월 말에 러시아로 돌아갔다. 1918년 전쟁에 참여한 러시아 병사는 7,000명에서 10,000명 사이였고, 그나마도 전방에서 싸운 병사는 4,000 여명에 불과했다. 이들은 100명에서 1,000 명 규모의 소부대로 나뉘어 전쟁에 참여했다.
러시아 혁명은 러시아 육군 장교들의 정치적 태도를 분열시켰고 핀란드 내전에 대한 그들의 입장 역시 이에 따라 분열되었다. 미하일 스베츠니코프는 2월에 서부 핀란드에서 핀란드 적군을, 카렐리야 지협에서 러시아군 "콘스탄틴 예레메예프" 부대를 지휘했다. 그러나 다른 장교들은 혁명적인 사병들을 신뢰하지 않았고, 과거 자신들의 동료 장성이었던 만네르헤임의 편을 들어 핀란드에 주둔한 러시아군을 무장해제시켜 백군을 도왔다. 1918년 1월 30일 만네르헤임은 핀란드 주둔 러시아 병사들에게 백군은 러시아를 적대하지 않으며, 백군의 목적은 핀란드 적군 반란분자들과 그들을 지원하는 러시아 병력을 무찌르는 것일 뿐이라고 선언했다.
1918년 2월 28일 독일이 러시아를 공격하면서 핀란드 내전에서 활동하는 러시아 병사들의 수는 급격히 줄어들었다. 독일과 러시아는 3월 3일 브레스트-리토프스크 조약을 맺었고, 조약 내용에 따라 볼셰비키는 핀란드 적군에게 무기와 보급의 지원을 그만두었다. 러시아군은 남동부 전선에서 계속 활동했지만 이것은 페트로그라드를 방어하기 위한 것일 뿐이었다.

### 백위대와 스웨덴군

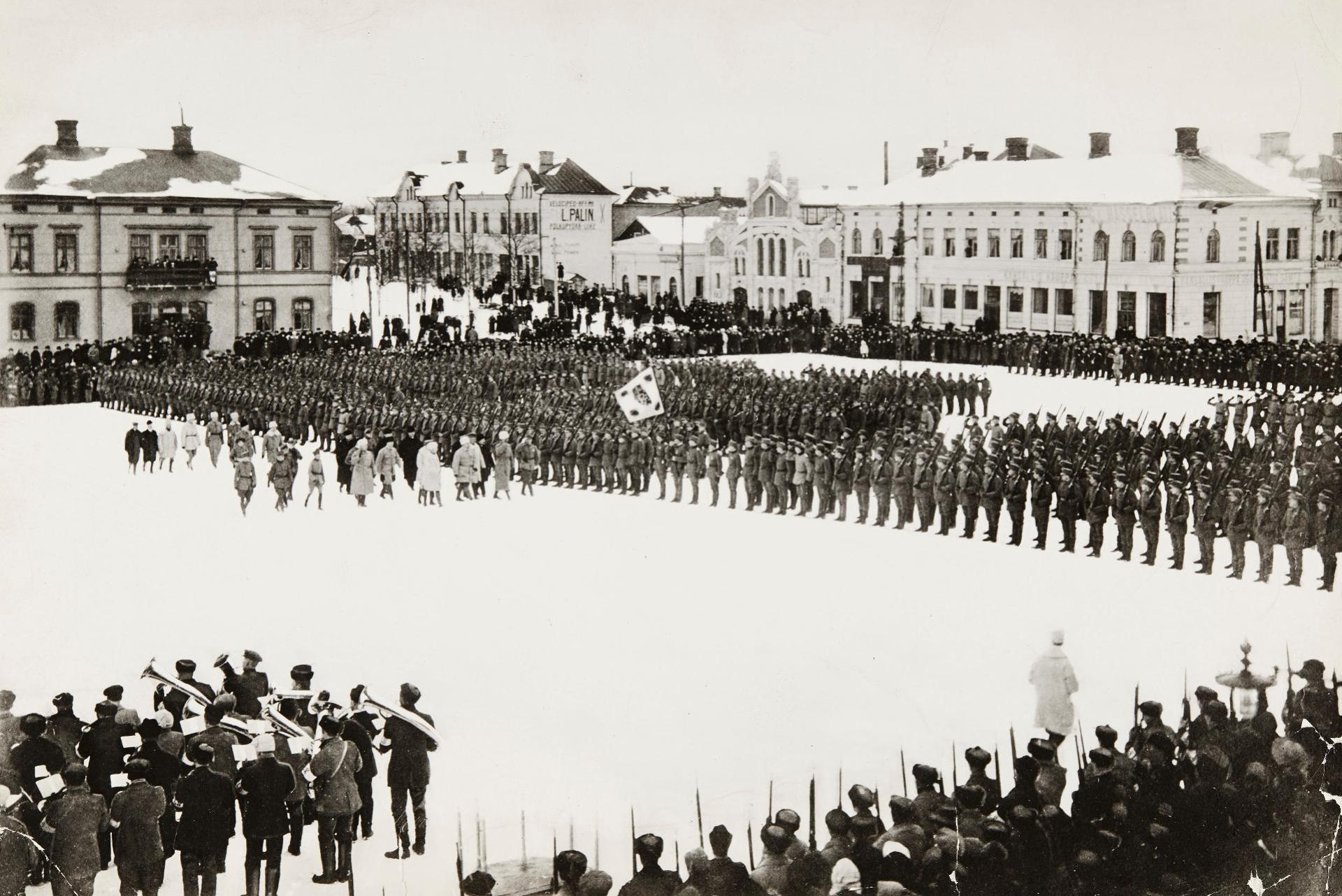
1918년 2월 25일 핀란드 바사의 엽병대대. 만네르헤임 대장이 몸소 대대를 시찰했다.

일각에서 핀란드 내전을 "아마추어들의 전쟁"이라고 부르기도 하지만, 이 전쟁에서 백군은 적군에 대하여 두 가지 명백한 이점을 가지고 있었다. 하나는 만네르헤임 대장과 그 참모진(스웨덴 의용장교 84명과 구 러시아 제국군 출신 핀란드 장교들 포함)의 지도능력이었고, 다른 하나는 강력한 정예부대 핀란드 엽병(핀란드어: Jääkärit 얘캐리트[*]) 대대원 1,900명 중 1,450명이 백군에 가담했다는 사실이었다. 엽병대대는 1915년에서 1917년 사이 독일에서 훈련을 받고 동부전선에서의 싸움으로 단련된 강병이었다. 1918년 2월 25일 대대의 주력 병력이 바사에 상륙했다.
전장에서 엽병들은 강한 지도력을 발휘하여 백군의 평민 병사들에게 최대한의 훈련행동을 이끌어냈다. 질적 측면에서 백군 병사들은 적위대와 다를 바가 없어서 그들 대부분은 훈련 기간이 짧았고 그나마도 불충분했다. 전쟁 시작 당시 백위대의 각 소대 및 중대급 하급부대는 자신들의 지역 지도자들에게 복종하였기에 백위대 지도부는 이들에 대해 거의 권위를 가지지 못했다. 그러나 독일에서 귀국한 엽병들이 2월 말부터 징집병들을 빠르게 훈련시키기 시작해 6개 엽병연대를 꾸려냈다.
핀란드 사회 전체가 그러했듯이 엽병대대 역시 좌우 분열을 겪었다. 사회주의 성향의 엽병 450명은 내전에서 적군의 편을 들 수 있다는 이유로 독일에 억류되었다. 백위대 지도부도 1918년 2월 병력을 징집하면서 비슷한 문제를 겪었다. 노동운동을 지지하는 열성분자 30,000 여명은 백군의 동원령에 절대 나타나지 않았다. 그렇다고 핀란드 중북부의 가난한 소규모 농민 출신에서 징집된 평민 병사들이 적군에 맞서 싸울 동기가 있는지도 불확실했다. 백군의 선전활동은 러시아 적군, 즉 볼셰비키에 대항하는 민족주의적 전쟁을 강조하면서 핀란드 적군의 존재는 평가절하했다.
남부와 북부 사이의 분열 뿐 아니라 핀란드의 전원지역에서도 사회적 분열이 나타났다. 북부의 사회경제적 근대화는 남부보다 느리게 진행되었고, 기독교와 사회주의 사이의 분쟁은 북부에서 훨씬 확고했다. 또한 농지의 소유가 곧 중요한 사회적 지위를 의미하였기에, 조그마한 땅뙈기 하나라도 소유하고 있는 이라면 적군에 반대할 동기가 있었다.
스웨덴은 제1차 세계 대전과 핀란드 내전에서 중립을 선언했다. 스웨덴 국내 여론, 특히 엘리트 계층의 여론은 연합국 지지자들과 동맹국 지지자들로 나뉘었고, 그런 한편 범게르만주의가 보다 대중적이었다. 스웨덴의 자유주의-사민주의 정부는 경제의 견실성과 사회적 평온, 지정학적 평온을 유지한다는 원칙을 통해 전시정책을 실용적으로 결정했다. 이 중 경제의 견실성은 독일에 철광석과 식품을 수출함으로써 유지되었다. 그러면서도 스웨덴 정부는 장교 및 병사들이 자발적 의용군으로서 핀란드 백군을 도와 참전하는 것은 허락했는데, 혁명의 불온이 스칸디나비아로 번지는 것을 막기 위함이었다.
햘마르 프리셀이 이끄는 병력 800–1,000여명의 "스웨덴 여단"이 탐페레를 비롯한 남부 도시지역에서 벌어진 전투들에 참여했다. 1918년 2월에는 핀란드 엽병대대원들과 독일제 무기들을 핀란드로 실어나르는 독일 해군 수송대의 스웨덴 영해 통과를 허용하고 스웨덴 해군이 이를 호위해주기까지 했다. 스웨덴의 사회주의자들은 핀란드 적군을 지원하지 않았지만 백군과 적군 사이에 평화협상을 중재하기 위해 노력했다. 핀란드의 약소함은 스웨덴이 지정학적으로 중요한 핀란드령 올란드 제도(스톡홀름 동쪽에 위치)를 집어삼킬 기회처럼 보였다. 그러나 독일군이 핀란드 영토에서 활동을 개시하면서 그 계획은 유보되었다.

#### 탐페레 전투

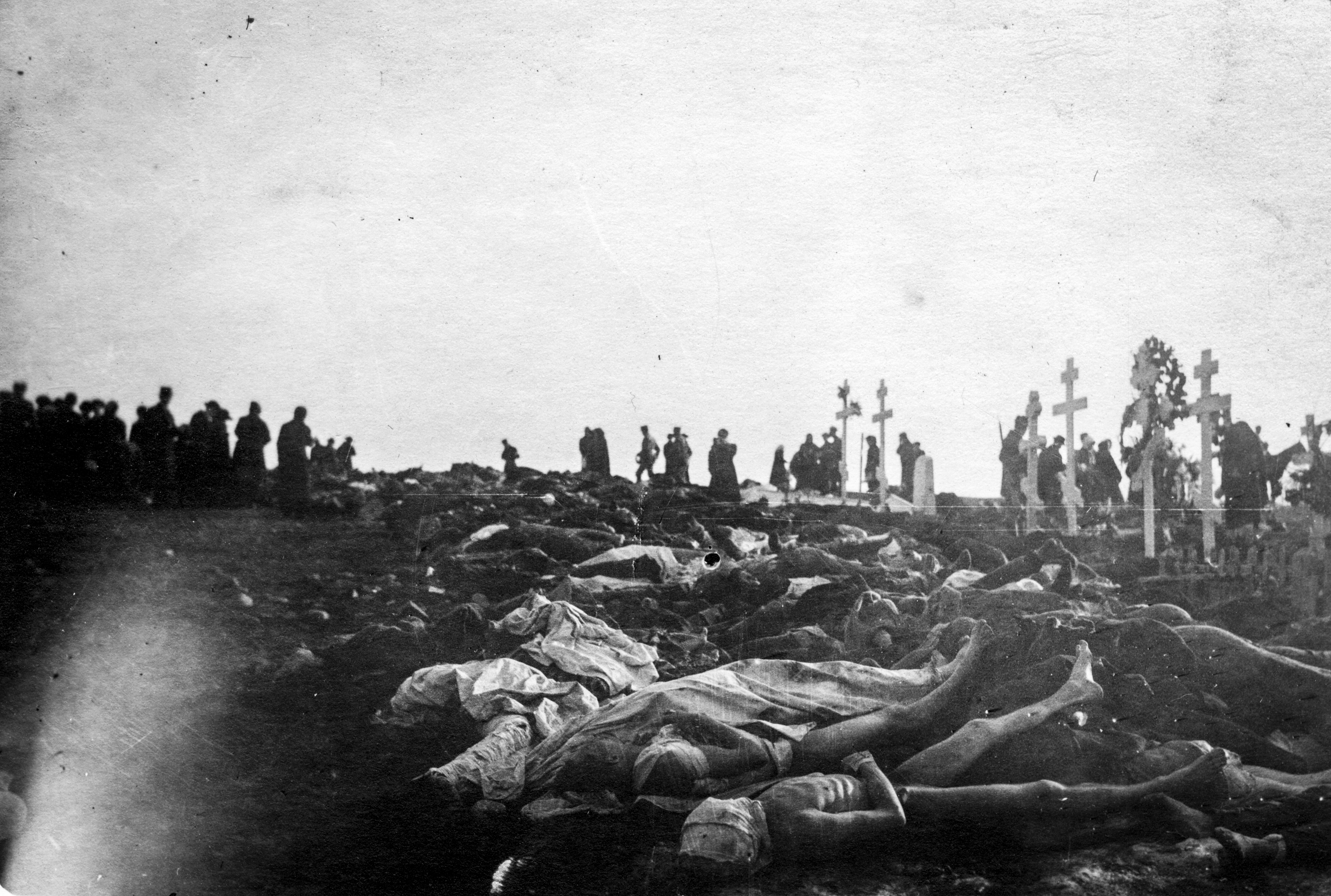
탐페레 전투 이후 매장도 되지 못하고 방치된 시체들.

1918년 2월, 만네르헤임 대장은 적군의 전략적 요충지 두 곳 중 어느 쪽을 백군의 총공세 대상으로 삼아야 할지 고민했다. 한 곳은 핀란드 남서부의 주요 공업도시 탐페레이고, 다른 하나는 카렐리야의 거점도시인 비푸리였다. 비푸리를 점령하는 것이 보다 큰 이점이 있었지만, 백군의 전투기술 미숙과 비푸리와 남서부 방면의 적군이 역공을 가할 가능성을 고려하면 너무 위험했다.
하여 만네르헤임은 탐페레를 첫 공격 대상으로 정했다. 3월 16일 탐페레에서 북동쪽으로 65 킬로미터 떨어진 랭겔매키에 대한 공격을 개시했다. 같은 시각 백군은 북부전선과 북서전선(비풀라-쿠루-퀴뢰스코스키-수오데니에미 선)을 따라 진격을 개시했다. 많은 적위대 부대가 붕괴했고 공황상태에 빠져 궤주했다. 일부 분견병력이 악으로 위치를 사수하며 공세전 경험이 미숙한 백위대의 진군을 늦추었다. 그러나 결국 백군이 탐페레와 남쪽 도시들 사이의 연결을 차단하면서(탐페레-렘팰래는 3월 24일에, 탐페레-시우로 및 탐페레-윌뢰얘르비는 3월 25일에 차단됨) 탐페레는 포위되었다.
탐페레 전투에 참여한 백군은 16,000 여명, 적군은 14,000 여명이었다. 탐페레 전투는 핀란드에서 처음으로 벌어진 대규모 시가전이었으며, 헬싱키 전투 및 비푸리 전투와 더불어 1918년 내전에서 결정적 역할을 한 세 전투를 이룬다. 탐페레에 대한 공성은 1918년 3월 28일 부활절 전야에 개시되었다. 후일 만들어진 칼레반캉가스 묘지에는 이 날을 “피의 세족 목요일”이라고 칭하고 있다. 격렬한 전투 끝에 백군이 승리했다. 공격 부대의 50% 이상이 사상했지만 백군은 부대와 계획을 재정비하여 도심에 대한 공격을 개시했는데 이때가 4월 3일 새벽이었다.
백위대는 집중된 일제포격을 한 차례 가한 뒤 집과 집, 골목과 골목 하나하나를 점거해가며 진격했고, 적위대는 백군이 진격하는 만큼 후퇴했다. 4월 3일 밤저녁, 백군은 탐메르코스키 강 동안에 도달했다. 적군은 헬싱키-탐페레 간 철도를 따라 탐페레 포위망을 외부에서 깨뜨리려 시도했으나 실패했다. 4월 4일에서 5일로 넘어가면서 적위대는 탐페레 서부를 상실했다. 적군은 탐페레 시청을 비롯한 최후 거점들에 틀어박혀 항거했다. 1918년 4월 6일, 탐페레의 퓌니키, 피스팔라 지구의 적군이 항복하면서 전투는 종료되었다.

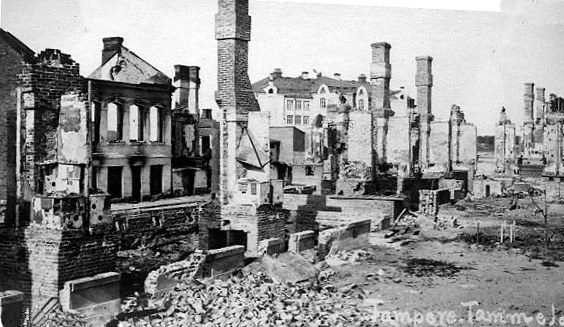
쑥대밭이 된 탐페레 시 탐멜라 구의 모습.

탐페레 전투에서 수세에 몰린 적군은 의외의 높은 감투정신을 보여주었고, 만네르헤임 대장은 비푸리 지역 공격 때 사용할 예비대로 남겨 두었던 엽병연대를 탐페레에 먼저 투입할 수밖에 없었다. 러시아군은 3월에 이미 거의 본국으로 도망쳤고 독일군은 아직 핀란드에 도착하지 않았기에 탐페레 전투는 순전히 핀인과 핀인 사이의 동족상잔이었다. 핀란드 내전에서 가장 치열했던 이 전투에서 백위대는 700–900 여명이 사망했고 그 중 엽병은 50명이었다. 이 때가 1918년 내전 당시 단일 전투에서 엽병들이 가장 많이 죽은 때이다. 적위대는 1,000–1,500 여명이 사망하고 11,000–12,000 여명이 포로로 잡혔다. 민간인도 71명 죽었는데 대개 포격 때문이었다. 탐페레의 동부는 거의 목조건물밖에 없었기 때문에 전투 과정에서 완전히 파괴되었다.
탐페레에서 패배한 적위대는 서서히 동쪽으로 후퇴하기 시작했다. 독일군이 헬싱키를 포위하자 백위대는 비푸리에 공세를 집중했다. 1918년 4월 29일 비푸리는 백군에게 넘어갔다. 백군 병력은 18,500 여명이었고 적군 병력은 15,000 여명이었다. 적군 500–800 여명이 죽었고 12,000–15,000 여명이 포로로 잡혔다.

### 독일의 개입

독일군의 개입(회색 화살표)과 최후 공세.

독일 제국은 1918년 3월 백군의 편을 들어 핀란드 내전에 참전했다. 범게르만주의 성향의 핀란드인들은 1917년 가을부터 독일이 핀란드를 러시아의 패권으로부터 해방시켜 주기를 바라고 있었다. 그러나 독일은 서부전선에서 압박을 받고 있었기 때문에, 핀란드를 지원했다가 러시아와의 휴전이 깨져서 평화협상에 지장이 생기는 일을 원하지 않았다. 그러나 2월 10일 레프 트로츠키가 독일에서 혁명이 일어나기만 하면 모든 것이 바뀔 것이라는 희망사항으로 볼셰비키가 아쉬운 처지임에도 불구하고 협상을 엎어 버렸다. 독일 정부는 러시아가 현실을 깨닫도록 손을 봐주기로 결정했고, 공격의 구실을 찾기 위해 러시아 서쪽의 소국들에게 “도움을 요청”할 것을 요청했다. 2월 14일 베를린의 백핀란드 대표단이 그것을 받아들여 독일에 도움을 요청했다. 이는 매우 적절한 일이었는데 독일 군사평의회는 전날인 2월 13일에 벌써 핀란드 파병을 결정해 놓고 있었기 때문이다.
독일군은 2월 28일 러시아에 대한 공격을 개시했다(주먹질 작전). 러시아군은 순식간에 무너졌고 1918년 3월 3일 볼쎼비키는 브레스트-리토프스크 조약에 조인할 수밖에 없게 되었다. 이 조약에 의거해 핀란드, 발트 3국, 폴란드, 우크라이나가 러시아에서 독립하여 독일의 세력권으로 넘어갔다. 이로써 독일이 레닌을 지원해 주었던 빚은 청산되었다. 그러나 평화조약이 체결된 뒤에도 독일군은 핀란드 내전 참전을 철회하지 않았다. 1918년 3월 9일 영국 해군전단이 북빙양 연안의 러시아 항구도시 무르만스크를 공격하여 페노스칸디나비아의 지정학적 중요성이 급상승했기 때문이다. 핀란드 내전 개입은 독일이 페노스칸디나비아에 쉽게 접근할 수 있는 기회였다.
3월 5일, 독일 해군전단이 핀란드 남서부의 올란드 제도에 상륙했다. 올란드는 2월 중순 스웨덴의 침공으로 스웨덴에 넘어간 상태였다(스웨덴군은 5월에 철수한다). 4월 3일, 병력 10,000 여명의 동해사단(사단장 뤼디거 폰 데어 골츠)이 한코에서 헬싱키 서쪽 방면에 총공격을 개시했다. 뒤이어 4월 7일에는 병력 3,000 여명의 브란덴슈타인 분견대가 남동해안의 로비사를 점령했다. 독일군의 주력은 한코에서 동쪽으로 쾌진격하여 4월 12일에서 13일 사이에 헬싱키를 무너뜨렸다. 그리고 4월 19일 브란덴슈타인 분견대가 라흐티를 점령하여 적위대의 서쪽 병력과 동쪽 병력을 단절시켰다. 독일군의 주력은 다시 헬싱키에서 북쪽으로 진격하여 휘빙캐와 리히매키를 4월 21일에서 22일 사이에 점령하고 4월 26일 해메늘린나를 점령했다. 독일군의 전투력은 사기가 바닥을 치던 러시아군과 격을 달리했다. 핀란드 적위대의 운명은 1918년 2월 트로츠키 등이 평화협상을 엎어버리는 바람에 독일군이 개입하게 되었을 때 이미 결정된 것이나 마찬가지였다.

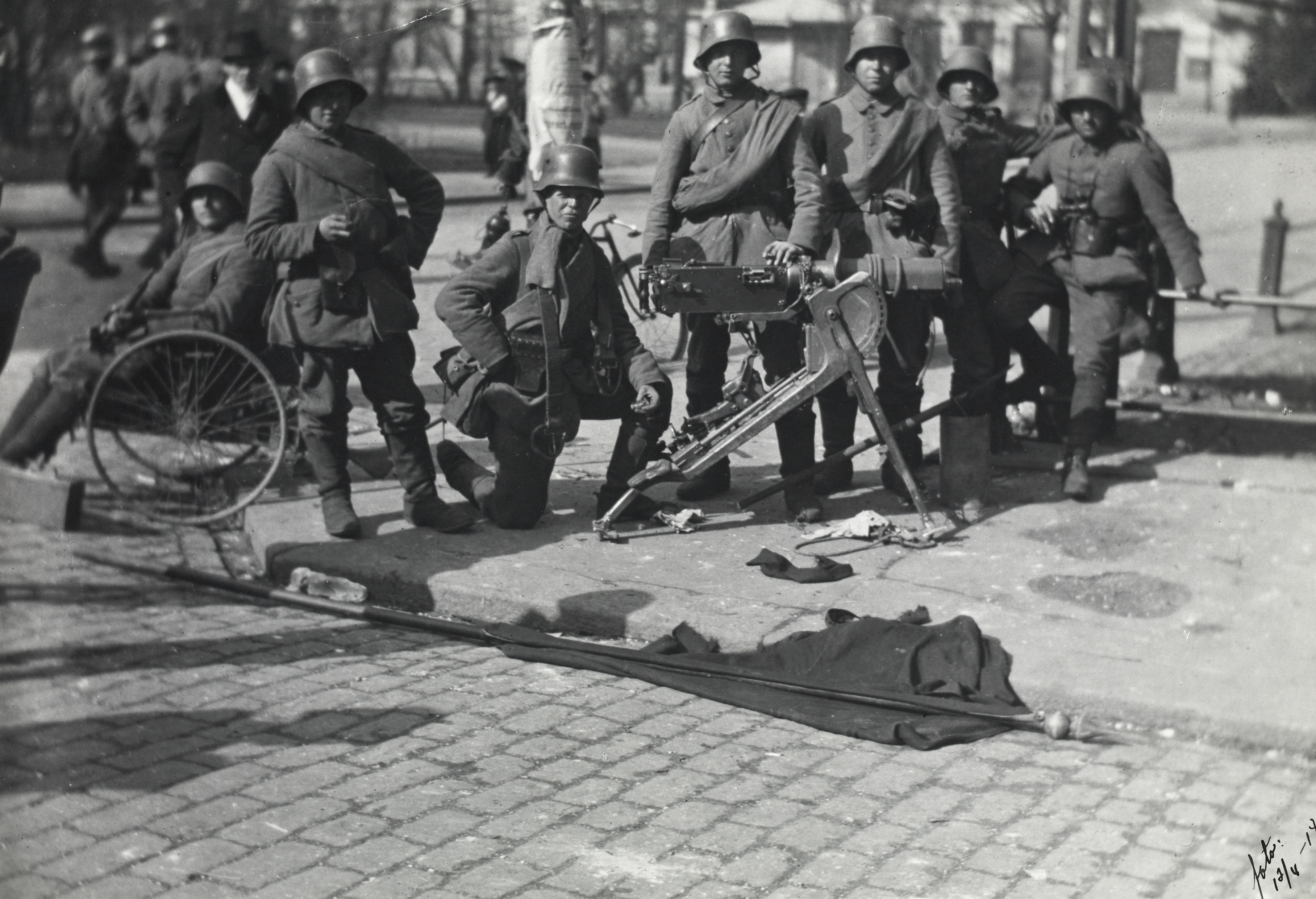
헬싱키에 배치된 독일 08호 기관총. 그 앞 바닥에 스몰르나 적위대 본부의 적기가 걸레짝이 되어 내팽개져 있다.

#### 헬싱키 전투
4월 11일, 독일과 핀란드 적군 사이의 평화협상이 파토나자 진정한 헬싱키 전투가 시작되었다. 4월 12일 오전 5시 정각, 폰 트시르스키 여단의 독일군 2,000–3,000 여명이 헬싱키-투르쿠 철도를 통해 지원을 받으며 북서쪽에서 헬싱키를 공격했다. 독일군은 문키니에미와 파실라 사이 지역을 돌파하여 헬싱키의 중서부 지구로 진격했다. 독일 해군전단의 후고 모이러 중장이 헬싱키 항을 봉쇄하고 헬싱키 남쪽 지구에 함포 포격을 가한 뒤 카타야노카에 해병대를 상륙시켰다.
핀란드 적위대 7,000 여명이 헬싱키를 방어했으나, 적위대의 정예 병력은 전선에서 백위대와 싸우고 있었다. 헬싱키 적위대의 주요 방어거점은 노동자회관, 철도역, "스몰나" 적위대본부(남부 에스플라나데에 소재한 구 러시아 총독 관저), 원로원-대학교 일대, 그리고 헬싱키의 구 러시아 제국군의 주둔지들이었다. 4월 12일 밤저녁이 되면 도시의 남부 대부분과 서부 전체가 독일군의 손에 떨어졌다. 독일군은 집과 집, 골목과 골목 하나하나를 점거해가며 도시를 확보했다. 그동안 숨어 지내던 헬싱키의 백위대원들이 밖으로 나와 독일군을 도왔다.
4월 13일, 독일군이 헬싱키 시장광장, "스몰나" 적위대본부, 대통령궁, 원로원-기사원 일대를 점령했다. 여기에 병력 2,000-3,000여명의 볼프 여단이 증원되어 끝이 가까워왔다. 볼프 여단은 헬싱키의 북쪽에서 동쪽 지구로 내달리면서 헤르만니, 칼리오, 쇠르내이넨 등의 노동계급 거주지역을 밀어붙였다. 독일의 대포 포격으로 헬싱키 노동자회관이 파괴되었고, 그 꼭대기에 걸려 핀란드 혁명을 상징하던 붉은 제등도 함께 날아갔다. 헬싱키의 동부 지구는 4월 13일 오후 2시를 전후해서 항복했다. 칼리오 교회 종탑에 백기가 내걸렸으나 저녁까지 산발적인 교전이 이어졌다. 총 합해 독일군 60 명, 적위대원 300–400 여명, 백위대원 23명이 사망했고 적위대원 7,000 여명이 포로로 잡혔다. 1918년 4월 18일 독일군은 헬싱키 도심에서 승리를 축하하고 열병식을 벌이며 힘을 과시했다.

### 적색테러와 백색테러

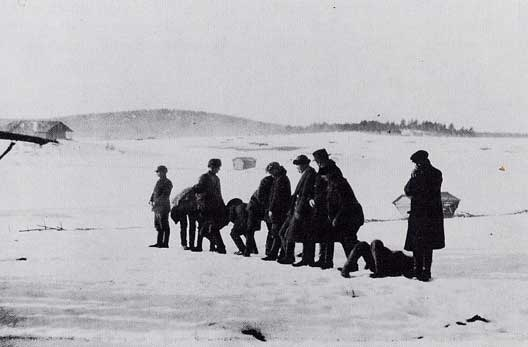
랭겔매키 랭키포햐에서 적위대원들을 사살하는 백위대.

핀란드 내전 당시 적군과 백군 모두 테러리즘을 자행했으며 이를 각기 적색테러와 백색테러라고 한다. 핀란드에서 정치적 폭력이 처음으로 발생한 것은 1899년–1905년의 제1차 러시아화 기간이었다. 그전까지만 해도 핀란드 대공국은 평화로웠으나, 이 이후 핀란드 독립운동가들은 러시아 총독, 경찰관, 핀란드인 공무원들을 살해했다. 연합국과 동맹국 사이에 테러가 이미 만연해 있었기에 1차대전은 테러의 가능성을 더욱 악화시켰다. 1917년 2월 혁명 이후 핀란드에서도 각종 테러가 잇따랐다. 1917년 3월에는 구 러시아 제국 육군에 징집되었던 핀란드 평민 출신 병사들이 러시아인 장교들을 살해했다. 핀란드 사회주의자가 처음 살해당한 것은 1917년 8월 초였고 비사회주의자가 처음 살해당한 것은 1917년 9월 말이었다. 1917년 11월의 총파업은 정치테러로 이어져서 노위대가 27명을 죽였고 피살자는 모두 핀인이었다.
1918년 내전 당시 이루어진 적군과 백군의 폭력행위는 ⑴ 전쟁 활동의 일환으로서 계산된 행위, ⑵ 각 지역별로 개인 단위에서 이루어진 살인과 복수행위의 두 가지로 나뉜다. 전자의 경우, 양측의 지도부가 이러한 행위를 계획 및 조직하여 하위 집단에 하달했다. 적색테러의 3분의 1 이상과 백색테러의 거의 대부분은 중앙지도부의 지원을 받아 이루어졌다. 적핀란드와 백핀란드의 정부들은 테러 행위를 공식적으로는 반대했으나, 군사적으로는 이러한 행위가 작전 결정으로서 이루어지고 있었다.
적색테러와 백색테러의 주요 목적은 상대방의 권력구조의 파괴, 장악한 지역에 대한 청소 및 보안 확보였다. 또다른 목적은 상대방과 민간인들에게 충격과 공포를 불러일으키기 위함이었다. 평민 출신 병사들이 준군사조직적 성격을 가지고 있었고 전투능력이 미비했음은 양군 모두 마찬가지였다. 이는 테러를 군사적 무기로 활용할 기회가 되었다. 테러는 의도한 군사적 목적을 다소 성취하는 수단이 되기도 했으나, 동시에 상대방에게 적의 비인간성과 잔인성을 각인시켜 적대의 동기를 부여해주기도 했다. 적군과 백군 모두 상대방의 테러행위를 선전활동에 활용했고, 지역사회는 정치적 폭력과 뒤따른 복수의 소용돌이에 빠져들었다.
적군과 백군이 행한 테러는 그 시기와 규모 면에서 큰 차이가 난다.
| 월         | 적색테러 희생자 | 백색테러 희생자 |
| ---------- | --------------- | --------------- |
| 1918년 2월 | 700             | 350             |
| 1918년 3월 | 200             | 500             |
| 1918년 4월 | 700             | 2,200           |
| 1918년 5월 | 50              | 4,800           |
| 1918년 6월 | –               | 400             |

적위대의 살해 수는 달이 바뀜에 따라 변하는데, 적군이 적핀란드의 초기 영역 밖으로 점령지를 확대하는 데 성공한 적이 한 번도 없었고, 남부 핀란드의 공업지대에 집중하기도 힘들었으며, 내전이 끝나면서 남부 핀란드에서 러시아로 도주했기 때문이다. 정치테러 면에서 적위대는 백위대에 비해 조직화가 덜 되어 있었다. 한편 백위대의 살해 수도 달이 바뀜에 따라 변하는데, 이는 백군의 점령지가 핀란드 남부로 계속 확장되었고 내전 초기 북부 핀란드에서 백군에 대한 심각한 저항이 일어나지 않았기 때문이다. 1918년 3월 백군이 총공세를 시작하면서 백색테러가 본격적으로 시작되는데, 그 수가 꾸준히 증가하여 종전 때가 되면 막을 내렸다. 적군 포로들이 포로수용소로 끌려가자 백색테러는 곧 멈추었다.

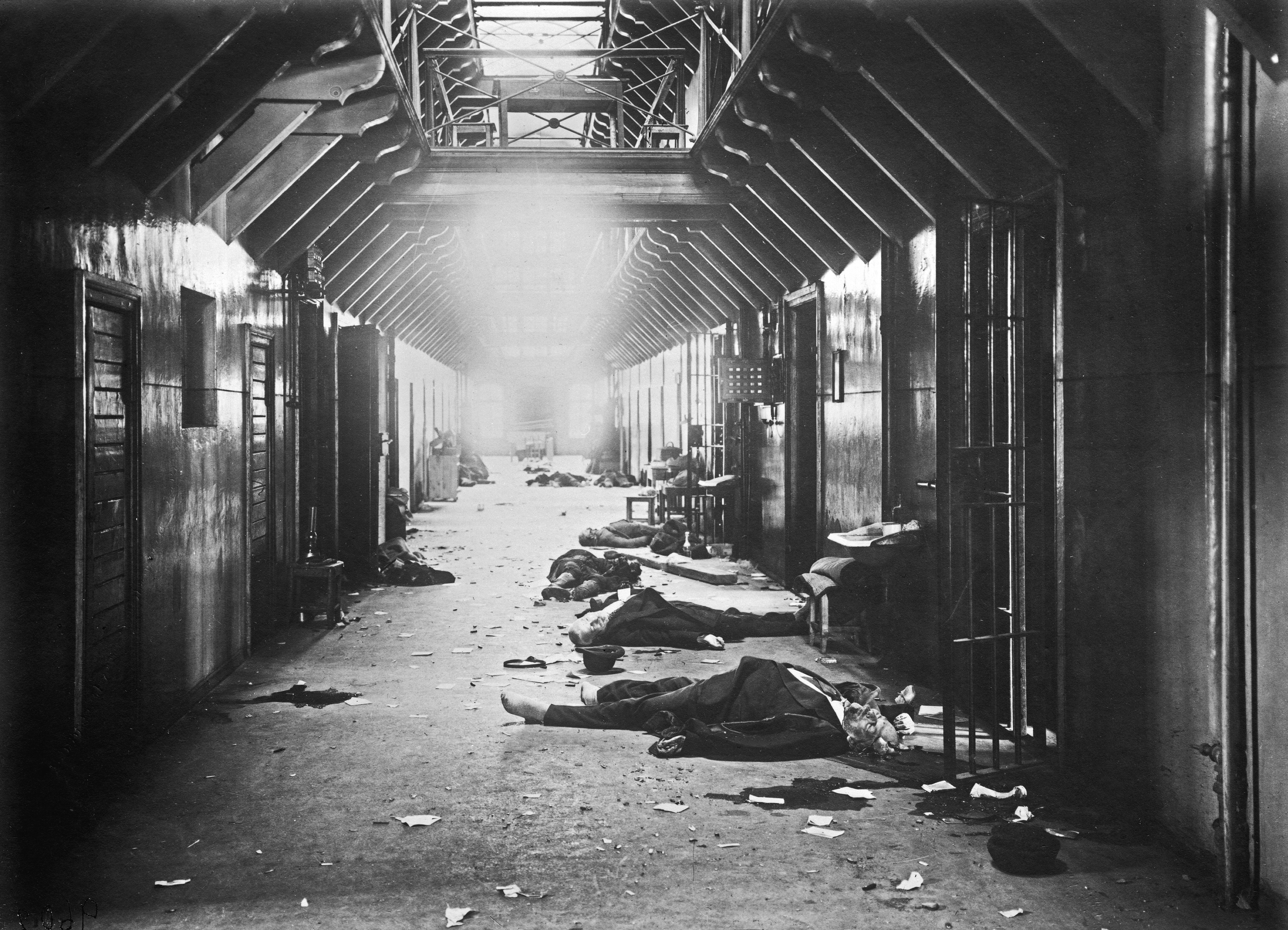
비푸리 지역의 감옥에서 적색테러로 죽은 백군 지지자들.

적위대는 정치인, 대지주, 기업가, 경찰관, 공무원, 교사와 같은 사회경제적 권력자들과 백위대 지도자 및 대원들을 처형했다. 핀란드 복음 루터교회 사제 10명과 중도좌파 정치인 90명도 처형되었다. 적색테러가 가장 기승을 부린 곳은 토이얄라와 쿠오볼라였다. 이 두 곳에서 1918년 2월부터 4월까지 300–350 명의 백군 성향 인물들이 처형되었다.
백위대는 적위대 및 정당의 지도자들, 핀란드 의회의 사회민주당 의원들, 적군이 설치한 지역 행정기관, 재판소, 경찰 구성원들, 그리고 적위대의 평민 병사들을 처형했다. 적색테러에 참여하거나 어떤 식으로든 연루된 이들도 모두 죽였다. 백색테러가 절정에 달한 1918년 4월 말에서 5월 초 사이에는 하루에 200명 꼴로 적군 성향 인물들이 죽어나갔다. 백색테러는 핀란드 적위대의 편을 들어 참전한 러시아군에게 특히 살벌했고, 비푸리 전투 종료 이후 뒷처리 과정에서 사회주의자도 아닌 러시아 민간인들도 몇 명 살해당했다.
적군과 백군 모두 테러는 정규 부대에서 분리하여 파견된 "기동분견대"에 의해 수행되었다. 이들은 대개 연령 15에서 20세의 병사 10에서 80명으로 이루어진 기병 부대들이었다. 소년병들은 성인 부대장의 절대적 권위에 복종했다. 분견대들은 전투가 벌어지는 동안은 물론이고 전투 이후에도 전선 후방에서 수색파괴 활동에 주력했으며 죽음의 부대의 일종이라고 평가받기도 한다. 핀란드 내전의 기병 분견대들은 1차대전 당시 독일의 돌격대대(Sturmbattalions)나 러시아의 돌격부대와 매우 유사했다.
적색테러 희생자는 총 1,650 여명이고 백색테러 희생자는 총 10,000 여명이다. 백색테러가 훨씬 더 많은 것에서 보듯 이는 대개 내전에서 승리한 쪽이 행하는 정치적 인종청소의 성격을 가지고 있었다. 적색테러에 희생된 백군 성향 사망자는 상당히 정확하게 기록되어 있으나, 백색테러로 죽은 적군 성향 사망자가 얼마나 되는지는 영원히 알 길이 없다. 어떤 사망자가 전투 와중에 죽은 것인지 아니면 전투가 끝난 직후에 학살된 것인지 가려내는 것이 불가능하기 때문이다. 1918년 이후 적군 포로들의 수용소 생활과 더불어 테러는 정치성향을 막론하고 핀인 대부분에게 핀란드 내전 중 일어난 일들 가운데 가장 깊은 정신적 상처를 남겼다. 테러를 직접 수행한 사람들은 심각한 트라우마에 시달렸고, 이 현상은 후에 상세하게 기록되었다.

### 종결

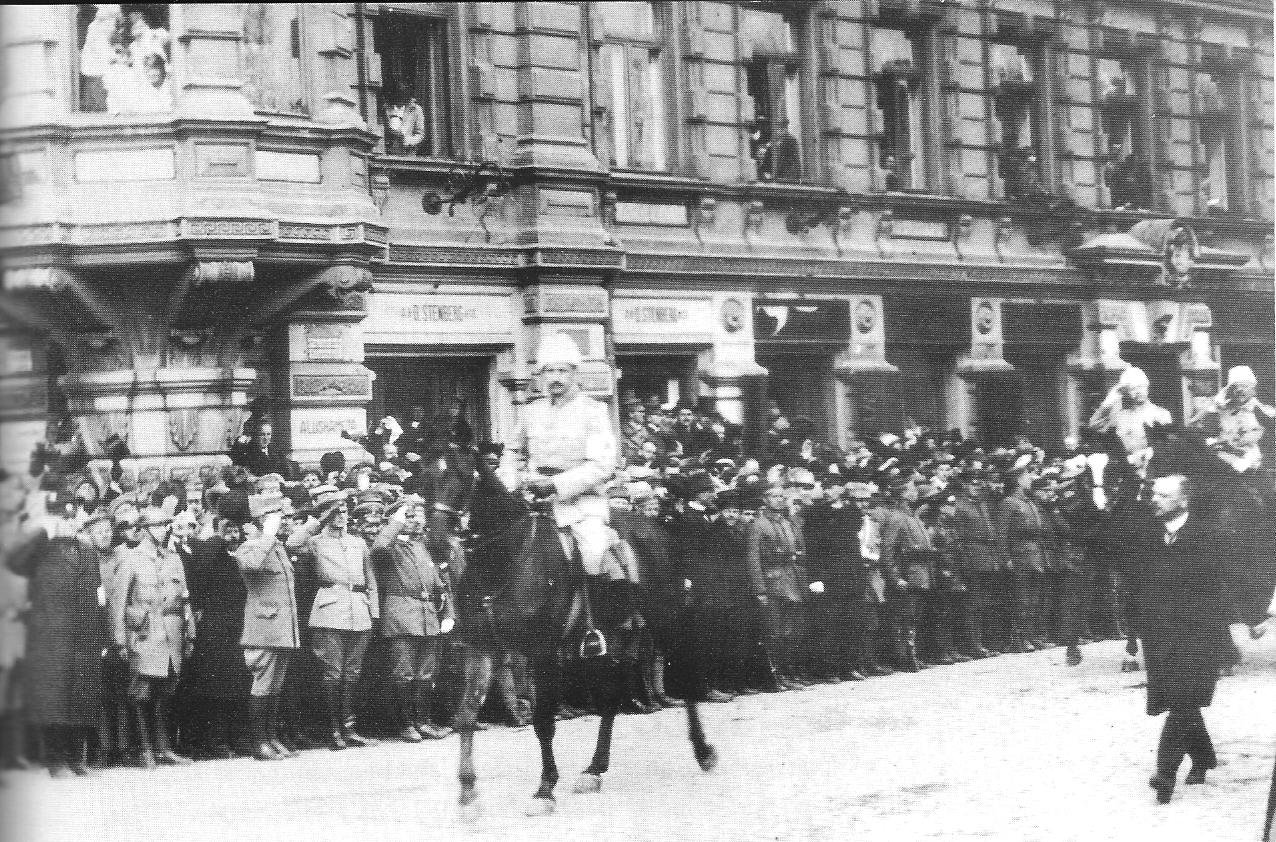
핀란드 내전을 종식시키고 1918년 헬싱키에서 승리 기념 열병식을 하는 만네르헤임.

탐페레에서 패배하고 독일 동해사단이 남쪽 연안을 침공할 위협이 부상하자 적군 지도부인 인민대표단은 4월 8일 헬싱키에서 동쪽의 비푸리로 옮겨갔다. 헬싱키를 잃자 에드바르드 귈링을 제외한 인민대표단 구성원들은 몽땅 4월 25일에 러시아 페트로그라드로 도망갔고, 귈링 혼자만 전사들 곁에 남았다. 지도부의 도주에 적위대 병사들은 분개하고 억울해했다. 4월 말, 지도부가 증발한 적위대원 수천 명이 적핀란드에서 러시아로 필사의 탈출을 감행했다. 그러나 적위대원 대부분은 백위대와 독일군에게 포위당했다. 적위대는 5월 1일에서 2일 사이에 라흐티 지역에서 항복했다.
여자와 아동이 포함된 적군의 도주행렬은 혼란과 절망 그 자체였다. 적군에게는 "눈물의 길"이었고, 백군에게는 동쪽을 향해 도망치는 적의 행렬은 승리의 상징이었다. 핀란드 남동부 쿠오볼라와 콧카 사이에 소재한 적위대의 최후 거점이 5월 5일 함락되었다. 1918년 내전은 5월 15일 백위대가 카렐리야 지협의 러시아 해안포대 이노 요새를 점령하면서 종결되었다. 백핀란드 수뇌부와 만네르헤임 대장은 승리를 축하하고 5월 16일 헬싱키에서 대규모 열병식을 가졌다.
적위대는 분쇄되었다. 본래 평화적이었던 핀란드 노동운동계는 내전을 거치면서 소멸했고, 군사지도자들은 자살했으며 적군 성향자들 대다수가 포로수용소로 끌려갔다. 5월 4일 바사의 원로원이 헬싱키로 복귀했으나 헬싱키는 독일군의 통제하에 있었다. 백핀란드는 독일 제국의 보호령이 되었고, 동해사단 사단장 뤼디거 폰 데어 골츠 대장은 "핀란드의 진짜 섭정"으로 불렸다. 백군과 적군 사이에 휴전협정이나 평화조약은 체결된 바 없으며, 핀란드 내전의 공식적 정전협정은 이루어진 바 없다.

## 내전의 여파
| 핀란드 내전 사망자 통계                                     | 핀란드 내전 사망자 통계 | 핀란드 내전 사망자 통계 | 핀란드 내전 사망자 통계 | 핀란드 내전 사망자 통계 |
| 사망원인                                                    | 적군                    | 백군                    | 그외                    | 총계                    |
| ----------------------------------------------------------- | ----------------------- | ----------------------- | ----------------------- | ----------------------- |
| 작전 중 사망                                                | 5,199                   | 3,414                   | 790                     | 9,403                   |
| 학살 또는 피살                                              | 7,370                   | 1,424                   | 926                     | 9,720                   |
| 포로수용소에서 사망                                         | 11,652                  | 4                       | 1,790                   | 13,446                  |
| 수용소에서 석방된 뒤 사망                                   | 607                     | –                       | 6                       | 613                     |
| 실종                                                        | 1,767                   | 46                      | 380                     | 2,193                   |
| 그 외 이유                                                  | 443                     | 291                     | 531                     | 1,265                   |
| 총계                                                        | 27,038                  | 5,179                   | 4,423                   | 36,640                  |
| 출처: 핀란드 국립문서보관소 보관됨 2015-03-10 - 웨이백 머신 |                         |                         |                         |                         |

### 참혹한 피해
내전은 핀란드에게 재앙이었다. 죽은 사람 수만 36,000 여명이었다. 이는 핀란드 총 인구의 1.2%에 달했다. 15,000 여명의 아동들이 전쟁고아가 되었다. 내전기의 죽음은 대부분 전쟁터 밖에서 벌어졌다. 테러적 학살행위와 포로수용소의 열악한 환경이 그 원인이었다. 전쟁 말엽과 종전 직후 많은 적군 성향 인물들이 러시아로 도피했다. 충격적인 전쟁의 경험은 핀란드 사회의 분열의 골을 더욱 깊게 만들었다. 중도중립 성향의 핀인들은 스스로를 “2개 국가의 시민”이라고 불렀다.
1918년 내전은 사회주의 세력과 비사회주의 세력을 모두 분열시켰다. 정치권력이 우파로 쏠림에 따라 보수주의자들과 자유주의자들 사이에 핀란드가 채택해야 할 정부체제를 놓고 다툼이 일어났다. 보수주의자들은 군주제 도입과 의회정치 제한을 주장했고, 후자는 완전 민주주의와 사회개혁을 수반하는 핀인의 공화국을 주장했다. 양측 모두 정치적 법적 견지에서 각자의 입장을 정당화했다.
왕당파는 핀란드가 스웨덴의 지배를 받던 시절인 1772년에 제정된 군주제 헌법에 의존하며 1917년 독립선언은 축소시켰다. 그러면서 근대화된 군주제 헌법을 제안했다. 공화파는 1772년 헌법은 1809년 러시아에 의해 채택되었으며 이는 2월 혁명에 의해 효력을 상실했다고 주장했다. 1917년 11월 15일 러시아 차르의 권력은 핀란드 의회로 넘어왔고 12월 6일에 이미 핀란드는 공화국으로서 받아들여졌다는 것이 그들의 주장이었다. 공화파는 왕당파의 제안이 의회를 통과하는 것을 지연시켰고, 결국 군주제 헌법은 채택되지 않았다. 그러자 왕당파는 1772년 헌법을 그냥 적용해서 새 군주를 옹립하자고 주장하는 것으로 대응했다.
한편 핀란드 노동운동계는 핀란드의 중도 사민주의자, 핀란드의 좌파 사회주의자, 그리고 소비에트 러시아로 넘어가 볼셰비키의 지지를 받는 공산주의자, 이렇게 세쪽으로 갈라졌다. 사회민주당은 1918년 12월 25일 내전 종전 이후 첫 당무회의를 개최했다. 사회민주당은 의회정치에 전념하고 볼셰비즘과 공산주의를 배격할 것을 선언했다. 러시아로 도망간 적핀란드 지도자들은 8월 29일 모스크바에서 핀란드 공산당을 창당했다. 1917년 정치위기와 1918년의 유혈낭자한 내전을 거치면서, 적핀란드의 "초민주주의"를 지지했던 사민주의자들과 페노마니안들은 레닌의 통제를 받는 혁명적 볼셰비즘-공산주의와 프롤레타리아 독재에 충성을 맹세했다.

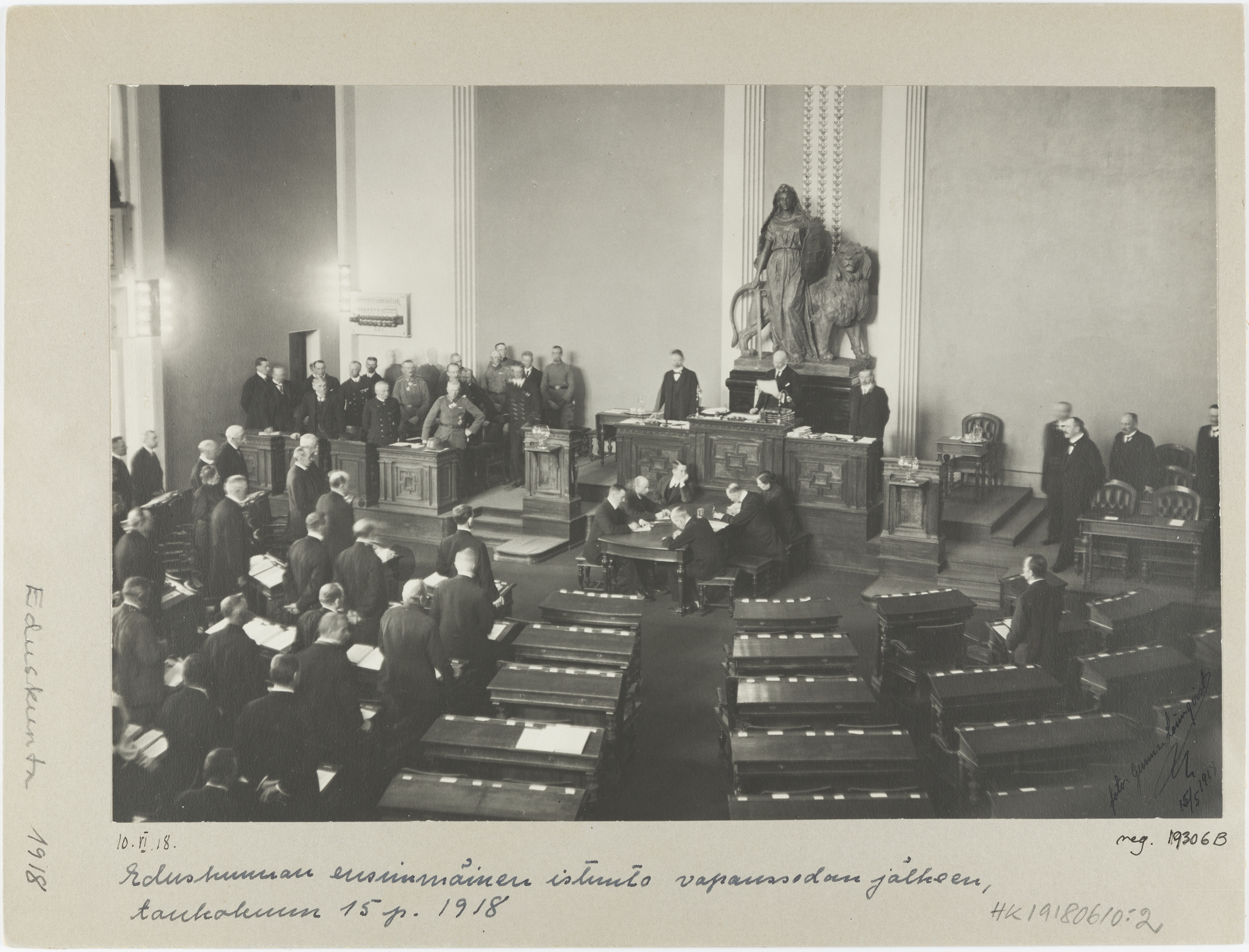
핀란드판 잔부회의(1918년 헬싱키). 왼쪽 구석에 독일 육군 장교들이 앉아 있고, 오른쪽에 사회민주당 의원 마티 파시부오리가 유일한 좌파 의원으로 혼자 앉아 있다.

1918년 5월, 보수주의자-왕당파가 장악한 유호 쿠스티 파시키비 원로원이 수립되었다. 의회 의원들 중 적군 봉기에 조금이라도 연루된 사람은 모두 퇴임당했다. 그래서 좌파 성향 의원은 사회민주당의 세 명밖에 남지 않았는데, 이를 "잔부회의"라고 부른다. 1918년 5월, 원로원은 독일군에게 핀란드에 머물러 줄 것을 요청했다. 그러나 그러지 않아도 3월 3일 브레스트-리토프스크 조약과 5월 7일 독-핀 협정에 의해 백핀란드는 이미 독일 제국의 영향권 안에 들어가 있는 상태였다. 만네르헤임 대장은 페트로그라드와 러시아령 카렐리야를 공격해 볼셰비키들을 완전히 몰아내려는 계획에 관해 원로원과 대화를 나누었지만 동의를 얻어내지 못했다. 독일은 러시아와 이미 맺어놓은 강화조약 때문에 핀란드의 러시아 공격을 반대했다. 독일이 핀란드에 패권을 행사하는 것과 자신의 공세계획이 기각된 것에 불만을 품은 만네르헤임 대장은 5월 25일 사임했다.
1918년 10월 9일, 독일의 압력을 받은 원로원과 의회는 독일 황제 빌헬름 2세의 매제인 프리드리히 카를 폰 헤센 공자를 핀란드 왕국의 국왕으로 선출했다. 독일은 핀란드의 약소함을 독일 제국의 정치적 이익을 위해 이용해먹은 것이다. 독일이 행한 이 모든 수단들은 핀란드의 주권을 침해하는 것이었다. 핀인들은 좌우파를 막론하고 자신들이 1917년 12월 6일 총 한 번 안 쏘고 독립을 선언했지만, 그 대신 독일을 자기 나라에 끌어들임으로써 내전으로 치른 희생이 무색하게도 다시금 독립이 위협받게 되었다는 것에 동의했다.
경제 사정도 너무 나빠져서, 내전 이전 수준의 경제가 회복되려면 1925년까지 기다려야 했다. 가장 심각한 것은 식량이었다. 1917년에 이미 한 번 식량 부족 사태가 있기는 했지만 남부 핀란드에서는 기아의 지경에는 이르지 않고 사태가 해결되었었다. 적핀란드와 백핀란드의 지도자들은 내전이 과거의 모든 문제들을 일거에 해결할 것이라고 주장했지만, 문제를 해결하기는커녕 이번에는 남부 핀란드까지 기아에 허덕이게 되었다. 1918년 말 핀란드 정치인 루돌프 호스티가 벨기에 구호위원회의 미국인 위원장 허버트 후버에게 도움을 요청했다. 후버는 핀란드에 식량을 공수하도록 조정하는 한편 연합국을 설득하여 발트해 봉쇄를 완화하여 핀란드로 식량이 수입될 수 있도록 하였다.

#### 포로수용소

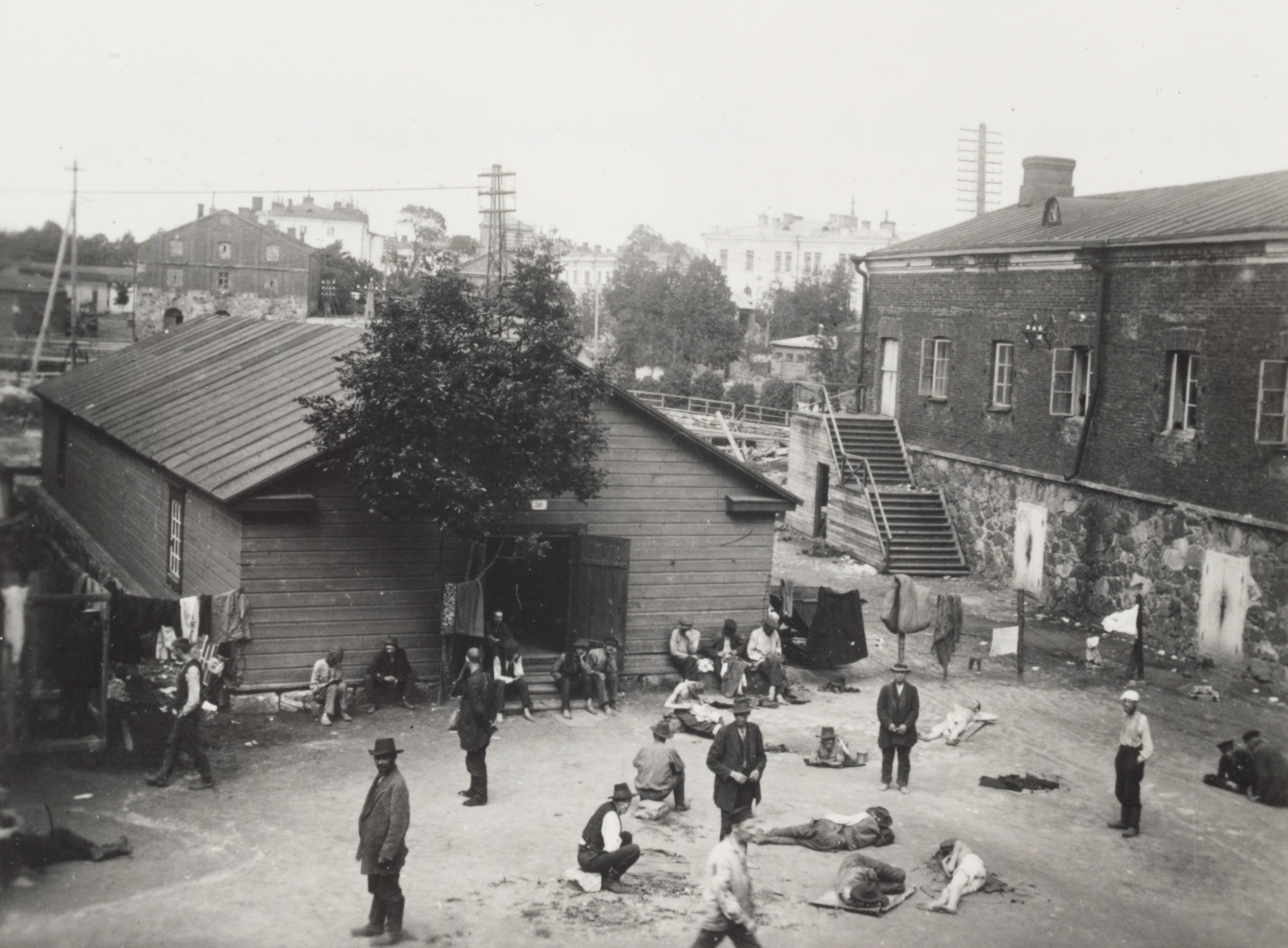
헬싱키 수오메늘리나의 포로수용소. 이러한 포로수용소들에서 기아, 질병, 처형 등으로 11,000 여명 이상이 사망했다.

핀란드 백군과 독일군은 80,000 여명에 달하는 적군을 포로로 잡았다. 그 중 5,000 여명이 여성, 1,500 여명이 아동, 8,000 여명이 러시아인이었다. 수오메늘리나(헬싱키 맞은편의 섬), 라흐티, 리히매키, 탐미사리, 탐페레, 비푸리에 대규모 포로수용소들이 세워졌다. 원로원은 포로 개개인의 유죄 여부가 밝혀질 때까지 포로들을 수용소에 구금하기로 결정했다. 1918년 5월 29일 "반역죄 심판소" 설립에 관한 법안이 통과되었다. 심판소는 중립적 사법 표준을 제대로 지키지 못했는데, 이는 전쟁 직후 백핀란드의 험악한 분위기 탓이었다. 총 76,000 여건의 재판이 이루어져 68,000 여명의 적군이 반역죄 공모 등에 대해 유죄를 선고받았다. 39,000 여명은 가석방되었고, 나머지는 대개 "감화소" 징역 2-4년형을 선고받았다. 사형을 선고받은 사람은 555 명이었고 그 중 실제로 형이 집행된 사람은 113 명이다. 재판 와중에 무고한 이들도 일부 구금되어 있었음이 밝혀지기도 했다.
그렇지 않아도 식량이 부족한 상황에서 많은 사람들을 가두어 놓으니 포로수용소에서는 치사율이 솟구쳤다. 이것도 징벌의 일부라는 사고방식과 분노, 그리고 승리자의 무관심이 더해져 재앙을 빚어냈다. 많은 적군 포로들은 러시아로 도망간 지도부가 자신들을 버렸다고 생각했다. 적위대의 혼란스러운 후퇴가 벌어지던 4월, 다수의 적군 포로들이 새로이 붙잡혀 왔다. 이들이 4월 상반기에 탐페레와 헬싱키의 포로수용소들로 보내지면서 식량공급에 차질이 생겼고 이에 따라 포로들의 신체적 정신적 상황은 5월이 되면 더욱 악화되었다. 그 결과 6월에 2,900 여명이 굶어죽거나 영양실조, 스페인 독감 등으로 병들어 죽었다. 7월에는 5,000 여명, 8월에는 2,200 여명, 9월에는 1,000 여명이 죽었다. 치사율은 탐미사리 포로수용소에서 가장 높았고(34%), 다른 수용소들의 치사율은 5%에서 20% 사이였다. 총 합해 13,000 여명의 핀인이 사망했다(그 중 3,000–4,000 여명은 스페인 독감으로 죽음). 망자들의 시체는 수용소 근처에 집단매장지를 만들어 한꺼번에 처리되었다
1918년 말이 되면 정치적 상황의 변화에 따라 포로들 중 다수가 가석방 또는 사면되었다. 그해 말 수용소에 남은 적군 포로들은 6,100 여명이었고, 이듬해 말에는 4,000 여명(1920년 1월 3,000 명이 사면되었고 동시에 40,000 명에게 시민권이 회복되었다), 1923년에는 500 여명만이 남았다. 포로수용소는 1927년 배이뇌 탄네르의 사회민주당 내각이 마지막 50명을 사면하면서 끝이 났다. 1973년 핀란드 정부는 내전 이후 수용소에 갇혔던 사람 11,600 명에게 배상금을 지불했다. 핀란드에서 공산주의에 대한 지지가 상대적으로 높고 또한 꾸준한 이유를 여기서 찾기도 한다. 좌파 성향으로서 내전을 겪은 세대에게 포로수용소의 트라우마적 고난은 결정적 경험이었다.

### 사회적 타협
1917년 3월 15일 핀란드의 운명이 국내가 아닌 외국 페테로그라드에서 결정되었듯이 1918년 11월 11일 이번에는 베를린이라는 외국에서 핀란드의 운명이 결정되었다. 식량부족과 전쟁에 대한 염증으로 인해 독일 민중 사이에 혁명이 퍼져나갔고, 서부전선에서 패배하며 독일은 1차대전에 패망했다. 이로써 독일 제국의 장엄한 계획은 무위로 돌아갔다. 뤼디거 폰 데어 골츠 백작의 독일군은 12월 16일 헬싱키를 빠져나갔고 아직 대관식도 치르지 않았던 프리드리히 카를 공자는 12월 20일 자신의 왕위를 포기했다. 핀란드의 지위는 독일 제국의 보호령인 군주국에서 독립된 민주공화국으로 급변했다. 시민사회와 정부체제가 근대화되면서 제대로 된 핀란드 헌법이 1919년 7월 17일 발효되었다.
1918년 12월 17일에서 28일에 걸쳐 핀란드 역사상 최초의 지방선거가 보통선거권으로 실시되었고, 1919년 3월 3일 내전 이후 첫 의회 선거가 치러졌다. 미국과 영국은 1919년 5월 6일과 7일 사이 핀란드의 주권을 인정했다. 서방 열강은 유럽에 혁명의 준동이 확산되는 것을 막기 위해 신생 국가들에게 민주공화국 체제를 강제했다. 1920년 10월 14일에는 핀란드와 러시아 사이에 정치적 관계를 안정시키고 국경선을 확정하기 위해 타르투 조약이 조인되었다. 국경선은 구 핀란드 대공국의 국경선을 그대로 유지하기로 했다.

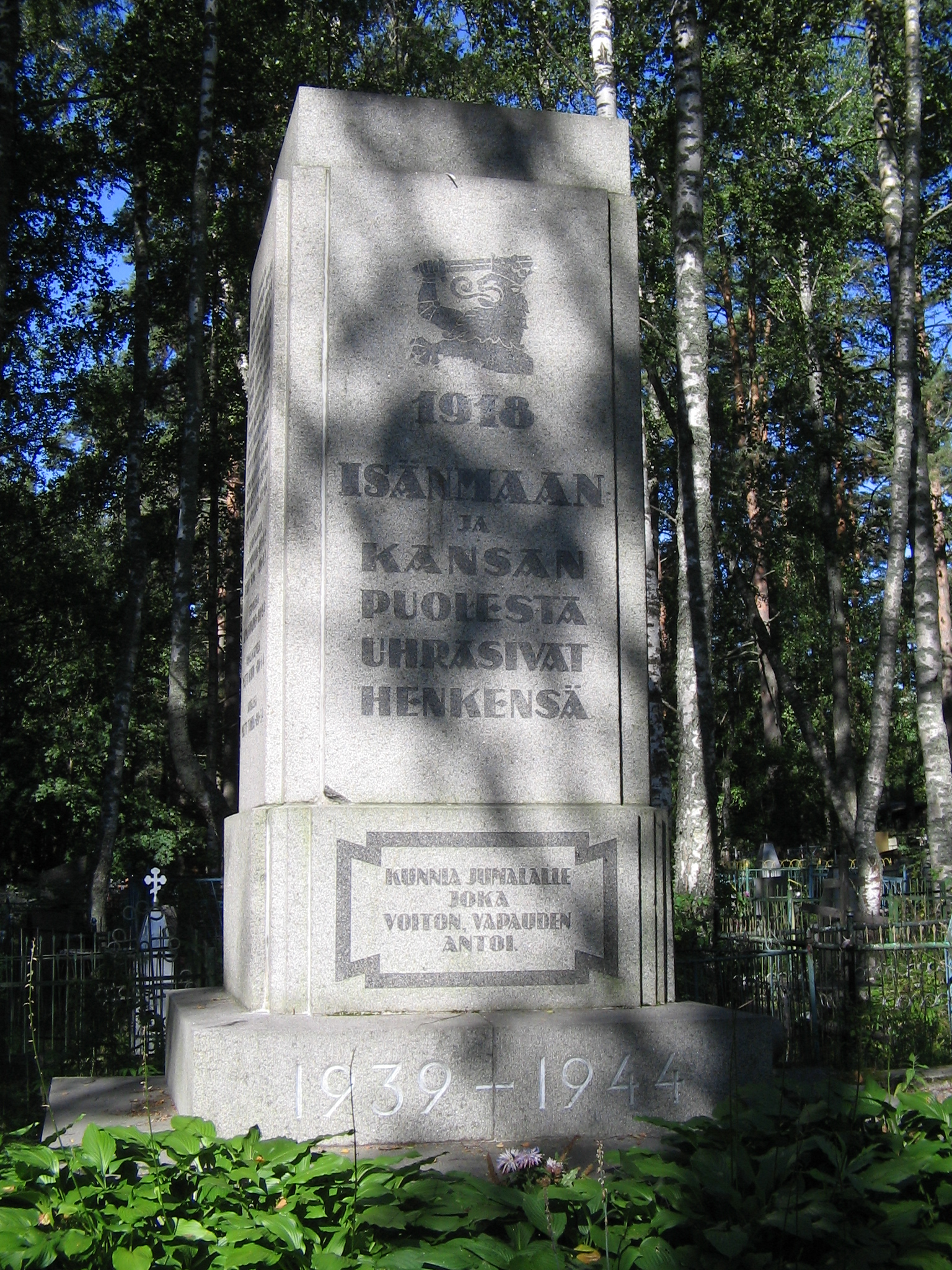
러시아 카메노고르스크의 1918년 내전 백위대 기념비.

핀란드의 사회자유주의 지도자이며 1919년 7월 핀란드 초대 대통령으로 선출되는 카를로 유호 스톨베리는 1918년 4월 다음과 같이 썼다.“이 나라의 삶과 발전을 우리가 1906년 이미 이룩했던 그 수준으로, 전쟁의 참상이 우리에게서 앗아갔던 그 때로 되돌리는 것이 시급하다.” 새로이 개편된 사회민주당의 지도자이자 훗날(1926년 12월) 총리가 되는 배이뇌 탄네르의 필수적 동지였던 중도 사민주의자 배이뇌 보이온마는 1919년 이렇게 개탄했다. “아직도 이 국민의 미래에 대한 믿음을 가지고 있는 이라면 굳세기 그지없는 신념의 소유자일 것이다. 이 신생 독립국은 전쟁으로 거의 모든 것을 잃었다….”
중앙당의 산테리 알키오는 중도정치를 지지했다. 그의 당원 동지 퀴외스티 칼리오는 1918년 5월 5일 〈니발라 연설〉에서 이를 강조했다. “우리는 적과 백으로 나뉘지 않은 핀인의 국민국가를 재건해야 합니다. … 우리는 민주적 핀란드 공화국을 확립시켜야 하며, 그 핀란드에서는 모든 핀인이 자신이 참된 시민이고 이 사회의 구성원이라고 생각할 수 있게끔 해야 합니다.” 국민연합당의 라우리 잉그만은 1918년 봄에 이렇게 썼다. “지금으로서 정치의 추가 오른쪽으로 쏠린 것은 우리에게 도움이 되지 않는다. 그저 사회주의에 대한 이 나라의 지지를 강화시켜줄 뿐이다.” 핀란드의 중도보수들 다수는 결국 잉그만의 생각에 동의하게 되었다.
이렇게 핀란드에 새로이 형성된 타협은 핀란드의 의회민주주의를 더욱 안정화시키고 폭넓게 만들었다. 이렇게 타협이 이루어진 이유는 1918년 내전에서 적군이 패배했고, 그렇다고 백군의 정치적 목적을 이루지도 못했기 때문이다. 독-러 외세가 핀란드를 떠나자 적핀란드와 백핀란드의 전투적 분파들은 뒷배를 잃게 된 반면, 핀인들 사이에는 1918년 이전의 문화적 국민적 통합과 페노마니아의 유산이 깊게 각인되었다.
1차대전 이후 독일과 러시아가 모두 약해진 것은 핀란드의 평화에 더욱 기여함으로써 핀란드의 국내정치와 사회 안정이 가능할 수 있었다. 화해는 느리고 고통스러웠지만 꾸준히 진행되어 국민통합을 이루었다. 1917년에서 1919년까지의 권력공백과 공위기는 핀란드에 대타협이라는 길을 열었다. 1919년에서 1991년까지 핀인들의 민주주의와 주권은 극우와 극좌의 도전, 제2차 세계 대전의 위기, 냉전 때 소련의 압력을 모두 이겨내고 끄떡없이 유지되었다.

## 같이 보기
- 동부 전선 (제1차 세계 대전)
- 로타 스배르드
- 핀란드의 역사
- 핀란드 전쟁
- 겨울 전쟁
- 핀란드의 전쟁 목록
- 우크라이나 내전

## 참고 자료
영어 문헌
- Ahlbäck, Anders (2014), Masculinities and the Ideal Warrior: Images of the Jäger Movement. In: Tepora, T. & Roselius, A. (eds.) The Finnish Civil War 1918. History, Memory, Legacy, pp. 254–293, Leiden: Brill, ISBN 978-90-04-24366-8
- Alapuro, Risto (1988), State and Revolution in Finland, Berkeley: University of California Press, ISBN 0-520-05813-5
- Haapala, Pertti; Tikka, Marko (2013), Revolution, Civil War and Terror in Finland in 1918. In: Gerwarth Robert & Horne John (eds.) War in Peace. Paramilitary Violence in Europe after the Great War, pp. 72–84, Oxford: Oxford University Press, ISBN 978-0-19-968605-6
- Haapala, Pertti (2014), The Expected and Non-Expected Roots of Chaos: Preconditions of the Finnish Civil War. In: Tepora, T. & Roselius, A. (eds.) The Finnish Civil War 1918. History, Memory, Legacy, pp. 21–50, Leiden: Brill, ISBN 978-90-04-24366-8
- Jussila, Osmo; Hentilä, Seppo; Nevakivi, Jukka (1999), From Grand Duchy to a Modern State: A Political History of Finland since 1809, C. Hurst & Co, ISBN 1-85065-528-6
- Jutikkala, Eino; Pirinen, Kauko (2003), A History of Finland, WSOY, ISBN 951-0-27911-0
- Kirby, David (2006), A Concise History of Finland, Cambridge University Press, ISBN 0-521-83225-X.
- Lintunen, Tiina (2014), Women at War. In: Tepora, T. & Roselius, A. (eds.) The Finnish Civil War 1918. History, Memory, Legacy, pp. 201–229, Leiden: Brill, ISBN 978-90-04-24366-8
- Payne, Stanley (2011), Civil War in Europe, 1905–1949, New York: Cambridge University Press, ISBN 978-1-107-64815-9
- Pipes, Richard (1996), A Concise History of the Russian Revolution, New York: Vintage, ISBN 0-679-74544-0
- Roselius, Aapo (2014), Holy War: Finnish Irredentist Campaigns in the aftermath of the Civil War. In: Tepora, T. & Roselius, A. (eds.) The Finnish Civil War 1918. History, Memory, Legacy, pp. 119–155, Leiden: Brill, ISBN 978-90-04-24366-8
- Saarela, Tauno (2014), To Commemorate or Not: The Finnish Labor Movement and the Memory of the Civil War in the Interwar Period. In: Tepora, T. & Roselius, A. (eds.) The Finnish Civil War 1918. History, Memory, Legacy, pp. 331–363, Leiden: Brill, ISBN 978-90-04-24366-8
- Siltala, Juha (2014), Being absorded into an Unintended War. In: Tepora, T. & Roselius, A. (eds.) The Finnish Civil War 1918. History, Memory, Legacy, pp. 51–89, Leiden: Brill, ISBN 978-90-04-24366-8
- Tepora, Tuomas (2014), Changing Perceptions of 1918: World War II and the Post-War Rise of the Left. In: Tepora, T. & Roselius, A. (eds.) The Finnish Civil War 1918. History, Memory, Legacy, pp. 364–400, Leiden: Brill, ISBN 978-90-04-24366-8
- Tepora, Tuomas; Roselius, Aapo (2014a), The Finnish Civil War 1918. History, Memory, Legacy, Leiden: Brill, ISBN 978-90-04-24366-8
- Tepora, Tuomas; Roselius, Aapo (2014b), The Finnish Civil War, Revolution and Scholarship. In: Tepora, T. & Roselius, A. (eds.) The Finnish Civil War 1918. History, Memory, Legacy, pp. 1–16, Leiden: Brill, ISBN 978-90-04-24366-8
- Tikka, Marko (2014), Warfare & Terror in 1918. In: Tepora, T. & Roselius, A. (eds.) The Finnish Civil War 1918. History, Memory, Legacy, pp. 90–118, Leiden: Brill, ISBN 978-90-04-24366-8
- Upton, Anthony F. (1973), The Communist Parties of Scandinavia and Finland, London: Weidenfeld & Nicolson, ISBN 0-297-99542-1
- Upton, Anthony F. (1980b), The Finnish Revolution 1917–1918, Minneapolis: University of Minnesota Press, ISBN 0-8166-0905-5

핀란드어 문헌
- Ahto, Sampo (1993), Sotaretkillä. In: Manninen, O. (ed.) Itsenäistymisen vuodet 1917–1920, II Taistelu vallasta, pp. 180–445, Helsinki: Valtion painatuskeskus, ISBN 951-37-0728-8
- Alapuro, Risto (1992), Valta ja valtio – miksi vallasta tuli ongelma 1900-luvun vaihteessa. In: Haapala, P. (ed.): Talous, valta ja valtio. Tutkimuksia 1800-luvun Suomesta, pp. 251–267, Tampere: Vastapaino, ISBN 951-9066-53-5
- Apunen, Osmo (1987), Rajamaasta tasavallaksi. In: Avikainen, P., Hetemäki, I. & Pärssinen, E. (eds.) Suomen historia 6, Sortokaudet ja itsenäistyminen, pp. 47–404, Espoo: Weilin&Göös, ISBN 951-35-2495-7
- Arimo, Reino (1991), Saksalaisten sotilaallinen toiminta Suomessa 1918, Jyväskylä: Gummerus, ISBN 978-951-96-1744-2
- Aunesluoma, Juhana; Häikiö, Martti (1995), Suomen vapaussota 1918. Kartasto ja tutkimusopas, Porvoo: WSOY, ISBN 951-0-20174-X
- Eerola, Jari; Eerola, Jouni (1998), Henkilötappiot Suomen sisällissodassa 1918, Turenki: Jaarli, ISBN 978-952-91-0001-9
- Eerola, Jouni (2010), Punaisen Suomen panssarijunat. In: Perko, T. (ed.) Sotahistoriallinen Aikakauskirja 29, pp. 123–165, Helsinki: Suomen Sotahistoriallinen seura, ISSN 0357-816X
- Engman, Max (2009), Pitkät jäähyväiset. Suomi Ruotsin ja Venäjän välissä vuoden 1809 jälkeen, Helsinki: WSOY, ISBN 978-951-0-34880-2
- Haapala, Pertti (1992), Työväenluokan synty. In: Haapala, P. (ed.): Talous, valta ja valtio. Tutkimuksia 1800-luvun Suomesta, pp. 227–249, Tampere: Vastapaino, ISBN 951-9066-53-5
- Haapala, Pertti (1993), Luokkasota, Historiallinen Aikakauskirja 2/1993, 2007년 11월 28일에 원본 문서에서 보존된 문서, 2016년 6월 17일에 확인함
- Haapala, Pertti (1995), Kun yhteiskunta hajosi, Suomi 1914–1920, Helsinki: Edita, ISBN 951-37-1532-9
- Haapala, Pertti (2008), Monta totuutta. In: Hoppu, T., Haapala, P., Antila, K., Honkasalo, M., Lind, M., Liuttunen, A., Saloniemi, M-R. (eds.): Tampere 1918, pp. 255–261, Tampere: Tampereen museot, ISBN 978-951-609-369-0
- Haapala, Pertti (2009a), Yhteiskunnallinen kompromissi. In: Haapala, P. & Hoppu, T. (eds.) Sisällissodan pikkujättiläinen, pp. 395–404, Helsinki: WSOY, ISBN 978-951-0-35452-0
- Haapala, Pertti (2009b), Kun kansankirkko hajosi. In: Huhta, I. (ed.) Sisällissota 1918 ja kirkko, pp. 17–23, Helsinki: Suomen Kirkkohistoriallinen seura, ISBN 978-952-5031-55-3
- Hokkanen, Kari (1986), Kyösti Kallio I (1873–1929), Porvoo: WSOY, ISBN 951-0-13876-2
- Hoppu, Tuomas (2008a), Venäläisten upseerien kohtalo. In: Hoppu, T. et al. (eds.) Tampere 1918, pp. 188–199, Tampere: Tampereen museot, ISBN 978-951-609-369-0
- Hoppu, Tuomas (2008b), Tampere – sodan katkerin taistelu. In: Hoppu, T. et al. (eds.) Tampere 1918, pp. 96–161, Tampere: Tampereen museot, ISBN 978-951-609-369-0
- Hoppu, Tuomas (2009a), Sisällissodan puhkeaminen. In: Haapala, P. & Hoppu, T. (eds.) Sisällissodan pikkujättiläinen, pp. 92–111, Helsinki: WSOY, ISBN 978-951-0-35452-0
- Hoppu, Tuomas (2009b), Taistelevat osapuolet ja johtajat. In: Haapala, P. & Hoppu, T. (eds.) Sisällissodan pikkujättiläinen, pp. 112–143, Helsinki: WSOY, ISBN 978-951-0-35452-0
- Hoppu, Tuomas (2009c), Valkoisten voitto. In: Haapala, P. & Hoppu, T. (eds.) Sisällissodan pikkujättiläinen, pp. 199–223, Helsinki: WSOY, ISBN 978-951-0-35452-0
- Hoppu, Tuomas (2013), Vallatkaa Helsinki. Saksan hyökkäys punaiseen pääkaupunkiin 1918, Juva: Gummerus, ISBN 978-951-20-9130-0
- Huhta, Ilkka (2009), Sisällissota 1918 ja kirkko, Helsinki: Suomen Kirkkohistoriallinen seura, ISBN 978-952-5031-55-3
- Jussila, Osmo (2007), Suomen historian suuret myytit, Helsinki: WSOY, ISBN 978-951-0-33103-3
- Jutikkala, Eino (1995), Maaliskuun vallankumouksesta toukokuun paraatiin 1918. In: Aunesluoma, J. & Häikiö, M. (eds.) Suomen vapaussota 1918. Kartasto ja tutkimusopas, pp. 11–20, Porvoo: WSOY, ISBN 951-0-20174-X
- Jyränki, Antero (2014), Kansa kahtia, henki halpaa. Oikeus sisällissodan Suomessa?, Helsinki: Art House, ISBN 978-951-884-520-4
- Kalela, Jorma (2008a), Miten Suomi syntyi?. In: Pernaa, V. & Niemi, K. Mari (eds.) Suomalaisen yhteiskunnan poliittinen historia, pp. 15–30, Helsinki: Edita, ISBN 978-951-37-5321-4
- Kalela, Jorma (2008b), Yhteiskunnallinen kysymys ja porvarillinen reformismi. In: Pernaa, V. & Niemi, K. Mari (eds.) Suomalaisen yhteiskunnan poliittinen historia, pp. 31–44, Helsinki: Edita, ISBN 978-951-37-5321-4
- Kalela, Jorma (2008c), Suomi ja eurooppalainen vallankumousvaihe. In: Pernaa, V. & Niemi, K. Mari (eds.) Suomalaisen yhteiskunnan poliittinen historia, pp. 95–109, Helsinki: Edita, ISBN 978-951-37-5321-4
- Kekkonen, Jukka (2016), Kun aseet puhuvat. Poliittinen väkivalta Espanjan ja Suomen sisällissodissa, Helsinki: Art House, ISBN 978-951-884-586-0
- Keränen, Jorma; Tiainen, Jorma; Ahola, Matti; Ahola, Veikko; Frey, Stina; Lempinen, Jorma; Ojanen, Eero; Paakkonen, Jari; Talja, Virpi; Väänänen, Juha (1992), Suomen itsenäistymisen kronikka, Jyväskylä: Gummerus, ISBN 951-20-3800-5
- Keskisarja, Teemu (2013), Viipuri 1918, Helsinki: Siltala, ISBN 978-952-234-187-7
- Ketola, Eino (1987), Kansalliseen kansanvaltaan. Suomen itsenäisyys, sosiaalidemokraatit ja Venäjän vallankumous 1917, Helsinki: Tammi, ISBN 978-951-30-6728-1
- Kettunen, Pauli (1986), Poliittinen liike ja sosiaalinen kollektiivisuus: tutkimus sosialidemokratiasta ja ammattiyhdistysliikkeestä Suomessa 1918–1930. Historiallisia tutkimuksia 138, Jyväskylä: Gummerus, ISBN 951-9254-86-2
- Klemettilä, Aimo (1989), Lenin ja Suomen kansalaissota. In: Numminen J., Apunen O., von Gerich-Porkkala C., Jungar S., Paloposki T., Kallio V., Kuusi H., Jokela P. & Veilahti V. (eds.) Lenin ja Suomi II, pp. 163–203, Helsinki: Valtion painatuskeskus, ISBN 951-860-402-9
- Klinge, Matti (1997), Keisarin Suomi, Helsinki: Schildts, ISBN 951-50-0682-1
- Kolbe, Laura; Nyström, Samu (2008), Helsinki 1918. Pääkaupunki ja sota, Helsinki: Minerva, ISBN 978-952-492-138-1
- Kuisma, Markku (2010), Sodasta syntynyt. Itsenäisen Suomen synty Sarajevon laukauksista Tarton rauhaan 1914–1920, Helsinki: WSOY, ISBN 978-951-0-36340-9
- Lackman, Matti (2000), Suomen vai Saksan puolesta? Jääkäreiden tuntematon historia, Helsinki: Otava, ISBN 951-1-16158-X
- Lackman, Matti (2009), Jääkäriliike. In: Haapala, P. & Hoppu, T. (eds.) Sisällissodan pikkujättiläinen, pp. 48–57, Helsinki: WSOY, ISBN 978-951-0-35452-0
- Lackman, Matti (2014), Suur-Ruotsi vai itsenäinen Suomi? Puntarointia ja kevään 1918 lopputulos. In: Blomgren, R., Karjalainen, M., Manninen, O., Saloranta, P. & Tuunainen, P. (eds.) Sotahistoriallinen Aikakauskirja 34, pp. 216–250, Helsinki: Suomen Sotahistoriallinen seura, ISSN 0357-816X
- Lappalainen, Jussi T. (1981a), Punakaartin sota I, Helsinki: Valtion painatuskeskus, ISBN 951-859-071-0
- Lappalainen, Jussi T. (1981b), Punakaartin sota II, Helsinki: Valtion painatuskeskus, ISBN 951-859-072-9
- Lindqvist, Herman (2003), Ruotsin historia, jääkaudesta tulevaisuuteen, Helsinki: WSOY, ISBN 951-0-28329-0
- Manninen, Ohto (1993a), Sodanjohto ja strategia. In: Manninen, O. (ed.) Itsenäistymisen vuodet 1917–1920, II Taistelu vallasta, pp. 24–93, Helsinki: Valtion painatuskeskus, ISBN 951-37-0728-8
- Manninen, Ohto (1993b), Taistelevat osapuolet. In: Manninen, O. (ed.) Itsenäistymisen vuodet 1917–1920, II Taistelu vallasta, pp. 96–177, Helsinki: Valtion painatuskeskus, ISBN 951-37-0728-8
- Manninen, Ohto (1993c), Vapaussota, Historiallinen Aikakauskirja 2/1993, 2007년 11월 28일에 원본 문서에서 보존된 문서, 2016년 6월 17일에 확인함
- Manninen, Ohto (1995), Vapaussota – osana suursotaa ja Venäjän imperiumin hajoamista. In: Aunesluoma, J. & Häikiö, M. (eds.) Suomen vapaussota 1918. Kartasto ja tutkimusopas, pp. 21–32, Porvoo: WSOY, ISBN 951-0-20174-X
- Manninen*, Turo (1993a), Työväenkaartien kehitys maaliskuusta marraskuuhun 1917. In: Manninen, O. (ed.) Itsenäistymisen vuodet 1917–1920, I Irti Venäjästä, pp. 324–343, Helsinki: Valtion painatuskeskus, ISBN 951-37-0727-X
- Manninen*, Turo (1993b), Kaartit vastakkain. In: Manninen, O. (ed.) Itsenäistymisen vuodet 1917–1920, I Irti Venäjästä, pp. 346–395, Helsinki: Valtion painatuskeskus, ISBN 951-37-0727-X
- Manninen*, Turo (1993c), Tie sotaan. In: Manninen, O. (ed.) Itsenäistymisen vuodet 1917–1920, I Irti Venäjästä, pp. 398–432, Helsinki: Valtion painatuskeskus, ISBN 951-37-0727-X
- Meinander, Henrik (2010), Suomen historia. Linjat, rakenteet, käännekohdat, Helsinki: WSOY, ISBN 978-951-0-37863-2
- Meinander, Henrik (2012), Tasavallan tiellä, Suomi kansalaissodasta 2010-luvulle, Helsinki: Schildts&Söderströms, ISBN 978-951-52-2957-1
- Muilu, Heikki (2010), Venäjän sotilaat valkoisessa Suomessa, Jyväskylä: Atena, ISBN 978-951-796-624-5
- Nygård, Toivo (2003), Uhkan väliaikainen väistyminen. In: Zetterberg, S. (ed.) Suomen historian pikkujättiläinen, pp. 553–565, Porvoo: WSOY, ISBN 951-0-27365-1
- Olkkonen, Tuomo (2003), Modernisoituva suuriruhtinaskunta. In: Zetterberg, S. (ed.) Suomen historian pikkujättiläinen, pp. 465–533, Porvoo: WSOY, ISBN 951-0-27365-1
- Paavolainen, Jaakko (1966), Poliittiset väkivaltaisuudet Suomessa 1918, I Punainen terrori, Helsinki: Tammi
- Paavolainen, Jaakko (1967), Poliittiset väkivaltaisuudet Suomessa 1918, II Valkoinen terrori, Helsinki: Tammi
- Paavolainen, Jaakko (1971), Vankileirit Suomessa 1918, Helsinki: Tammi, ISBN 951-30-1015-5
- Pekkalainen, Tuulikki (2014), Lapset sodasssa 1918, Helsinki: Tammi, ISBN 978-951-31-6939-8
- Peltonen, Ulla-Maija (2003), Muistin paikat. Vuoden 1918 sisällissodan muistamisesta ja unohtamisesta, Helsinki: Suomen Kirjallisuuden seura, ISBN 978-951-74-6468-0
- Pietiäinen, Jukka-Pekka (1992), Suomen ulkopolitiikan alku. In: Manninen, O. (ed.) Itsenäistymisen vuodet 1917–1920, III Katse tulevaisuuteen, pp. 252–403, Helsinki: Valtion painatuskeskus, ISBN 951-37-0729-6
- Piilonen, Juhani (1992), Kansallisen eheytyksen ensi askeleet. In: Manninen, O. (ed.) Itsenäistymisen vuodet 1917–1920, III Katse tulevaisuuteen, pp. 228–249, Helsinki: Valtion painatuskeskus, ISBN 951-37-0729-6
- Piilonen, Juhani (1993), Rintamien selustassa. In: Manninen, O. (ed.) Itsenäistymisen vuodet 1917–1920, II Taistelu vallasta,  pp. 486–627, Helsinki: Valtion painatuskeskus, ISBN 951-37-0728-8
- Rautkallio, Hannu (1977), Kaupantekoa Suomen itsenäisyydellä. Saksan sodan päämäärät Suomessa 1917–1918, Helsinki: WSOY, ISBN 978-951-0-08492-2
- Rinta-Tassi, Osmo (1986), Kansanvaltuuskunta Punaisen Suomen hallituksena, Helsinki: Valtion painatuskeskus, ISBN 951-860-079-1
- Rinta-Tassi, Osmo (1989), Lokakuun vallankumous ja Suomen itsenäistyminen. In: Numminen J. et al. (eds.) Lenin ja Suomi II, pp. 83–161, Helsinki: Valtion painatuskeskus, ISBN 951-860-402-9
- Roselius, Aapo (2004), Saksalaisten henkilötappiot Suomessa vuonna 1918. In: Westerlund, L. (ed.) Sotaoloissa vuosina 1914–1922 surmansa saaneet, pp. 165-176, Helsinki: VNKJ 10/2004, Edita, ISBN 952-5354-52-0
- Roselius, Aapo (2006), Amatöörien sota. Rintamataisteluiden henkilötappiot Suomen sisällissodassa 1918, Helsinki: VNKJ 1/2006, Edita, ISBN 952-5354-92-X
- Saarikoski, Vesa (2008), Yhteiskunnan modernisoituminen. In: Pernaa, V. & Niemi, K. Mari (eds.) Suomalaisen yhteiskunnan poliittinen historia, pp. 113–131, Helsinki: Edita, ISBN 978-951-37-5321-4
- Soikkanen, Timo (2008), Taistelu autonomiasta. In: Pernaa, V. & Niemi, K. Mari (eds.) Suomalaisen yhteiskunnan poliittinen historia, pp. 45-94, Helsinki: Edita, ISBN 978-951-37-5321-4
- Suodenjoki, Sami (2009a), Siviilihallinto. In: Haapala, P. & Hoppu, T. (eds.) Sisällissodan pikkujättiläinen, pp. 246-269, Helsinki: WSOY, ISBN 978-951-0-35452-0
- Suodenjoki, Sami (2009b), Vankileirit. In: Haapala, P. & Hoppu, T. (eds.) Sisällissodan pikkujättiläinen, pp. 335-355, Helsinki: WSOY, ISBN 978-951-0-35452-0
- Tikka, Marko (2006), Terrorin aika. Suomen levottomat vuodet 1917–1921, Jyväskylä: Gummerus, ISBN 951-20-7051-0
- Tikka, Marko (2009), Kun kansa leikki kuningasta. Suomen suuri lakko 1905, Helsinki: Suomen kirjallisuuden seura, ISBN 978-952-222-141-4
- Uola, Mikko (1998), Seinää vasten vain; poliittisen väkivallan motiivit Suomessa 1917–1918, Helsinki: Otava, ISBN 978-951-11-5440-2
- Upton, Anthony F. (1980), Vallankumous Suomessa 1917–1918, I, Jyväskylä: Gummerus, ISBN 951-26-1828-1
- Upton, Anthony F. (1981), Vallankumous Suomessa 1917–1918, II, Jyväskylä: Gummerus, ISBN 951-26-2022-7
- Vares, Vesa (1998), Kuninkaantekijät. Suomalainen monarkia 1917–1919, myytti ja todellisuus, Juva: WSOY, ISBN 951-0-23228-9
- Vares, Vesa (2009), Kuningashankkeesta tasavallan syntyyn. In: Haapala, P. & Hoppu, T. (eds.) Sisällissodan pikkujättiläinen, pp. 376-394, Helsinki: WSOY, ISBN 978-951-0-35452-0
- Varpio, Yrjö (2009), Vuosi 1918 kaunokirjallisuudessa. In: Haapala, P. & Hoppu, T. (eds.) Sisällissodan pikkujättiläinen, pp. 441-463, Helsinki: WSOY, ISBN 978-951-0-35452-0
- von Bagh, Peter (2007), Sininen laulu. Itsenäisen Suomen taiteen tarina, Helsinki: WSOY, ISBN 978-951-0-32895-8
- Westerlund, Lars (2004a), Sotaoloissa vuosina 1914–1922 surmansa saaneet, Helsinki: VNKJ 10/2004, Edita, ISBN 952-5354-52-0
- Westerlund, Lars (2004b), Venäläissurmat Suomessa 1914–1922, 2.1. Sotatapahtumat 1918–1922, Helsinki: VNKJ 2/2004, Edita, ISBN 952-5354-44-X
- Westerlund, Lars; Kalleinen, Kristiina (2004), Loppuarvio surmansa saaneista venäläisistä. In: Westerlund, L. (ed.) Venäläissurmat Suomessa 1914–1922, 2.2. Sotatapahtumat 1918–1922, pp. 267–271, Helsinki: VNKJ 3/2004c, Edita, ISBN 952-5354-45-8
- Ylikangas, Heikki (1986), Käännekohdat Suomen historiassa, Juva: WSOY, ISBN 951-0-13745-6
- Ylikangas, Heikki (1993a), Tie Tampereelle, Porvoo: WSOY, ISBN 951-0-18897-2
- Ylikangas, Heikki (1993b), Sisällissota, Historiallinen Aikakauskirja 2/1993, 2014년 1월 17일에 원본 문서에서 보존된 문서, 2016년 6월 17일에 확인함